# Province de Buenos Aires
Pour les articles homonymes, voir Buenos Aires (homonymie) et PBA.
 (octobre 2022).
La mise en forme du texte ne suit pas les recommandations de Wikipédia : il faut le « wikifier ».
Les points d'amélioration suivants sont les cas les plus fréquents. Le détail des points à revoir est peut-être précisé sur la page de discussion.
- Les titres sont pré-formatés par le logiciel. Ils ne sont ni en capitales, ni en gras.
- Le texte ne doit pas être écrit en capitales (les noms de famille non plus), ni en gras, ni en italique, ni en « petit »…
- Le gras n'est utilisé que pour surligner le titre de l'article dans l'introduction, une seule fois.
- L'italique est rarement utilisé : mots en langue étrangère, titres d'œuvres, noms de bateaux, etc.
- Les citations ne sont pas en italique mais en corps de texte normal. Elles sont entourées par des guillemets français : « et ».
- Les listes à puces sont à éviter, des paragraphes rédigés étant largement préférés. Les tableaux sont à réserver à la présentation de données structurées (résultats, etc.).
- Les appels de note de bas de page (petits chiffres en exposant, introduits par l'outil «  Source ») sont à placer entre la fin de phrase et le point final[comme ça].
- Les liens internes (vers d'autres articles de Wikipédia) sont à choisir avec parcimonie. Créez des liens vers des articles approfondissant le sujet. Les termes génériques sans rapport avec le sujet sont à éviter, ainsi que les répétitions de liens vers un même terme.
- Les liens externes sont à placer uniquement dans une section « Liens externes », à la fin de l'article. Ces liens sont à choisir avec parcimonie suivant les règles définies. Si un lien sert de source à l'article, son insertion dans le texte est à faire par les notes de bas de page.
- La présentation des références doit suivre les conventions bibliographiques. Il est recommandé d'utiliser les modèles {{Ouvrage}}, {{Chapitre}}, {{Article}}, {{Lien web}} et/ou {{Bibliographie}}. Le mode d'édition visuel peut mettre en forme automatiquement les références.
- Insérer une infobox (cadre d'informations à droite) n'est pas obligatoire pour parachever la mise en page.

Pour une aide détaillée, merci de consulter Aide:Wikification.
Si vous pensez que ces points ont été résolus, vous pouvez retirer ce bandeau et améliorer la mise en forme d'un autre article.
La province de Buenos Aires (en espagnol : Provincia de Buenos Aires - PBA) est une province d'Argentine, dont la capitale est La Plata. 

## Géographie
La province de Buenos Aires s'étend sur 307 571 km2 (soit une surface plus vaste que le territoire de l'Italie) dans le nord-est du pays et s'ouvre largement sur l'océan Atlantique à l'est et au sud ainsi que sur le Río de la Plata. La ville de Buenos Aires, capitale de la République argentine, ne fait pas partie de la province dans laquelle elle est enclavée. 

### Provinces limitrophes
| Córdoba                | Entre Rios Santa Fe      | Río de la Plata  |
| La Pampa               | province de Buenos Aires | océan Atlantique |
| Río Negro              | océan Atlantique         |                  |
| Enclave : Buenos Aires |                          |                  |

### Reliefs et paysages
Le paysage se caractérise en grande partie par la platitude de la pampa, lieu d'élevage et de cultures par excellence. Cependant deux massifs de collines émergent de la plaine : la Sierra de la Ventana (près de Bahía Blanca) et la Sierra de Tandil (Tandil). Le point culminant est le Cerro Tres Picos (1 239 mètres), situé dans la Sierra de la Ventana.
La province de Buenos Aires, comme la plus grande partie de l'Argentine, correspond à la partie méridionale du bouclier brésilien, lequel s'est détaché du continent du Gondwana, en l'occurrence de l'Afrique actuelle, il y a quelque 160 millions d'années (voir la dérive des continents). Les grands cours d'eau du bouclier dévalant vers le sud puis le sud-est ont entaillé profondément cet ancien bouclier brésilien, lequel constituait la base de ce qui allait devenir l'Amérique du Sud actuelle. Sous l'effet de cette érosion, la région pampéenne s'est progressivement abaissée, puis, à la suite du gigantesque alluvionnement qui perdura durant des dizaines de millions d'années, la vallée de cet ou de ces anciens fleuves s'est comblée de limons, et ainsi s'est construite la région que nous appelons aujourd'hui la Pampa, vaste plaine constituée d'une énorme épaisseur de limons très fertiles.
Loin de ces anciens fleuves, au sud de la province actuelle, l'érosion suivie de l'accumulation d'alluvions n'a pas eu lieu, et les roches de ce bouclier brésilien primitif apparaissent au grand jour. Ce sont les Sierras de Tandil (es) et de la Ventania (es). Plus au sud encore, cette partie du vieux bouclier continue jusqu'à l'extrémité de la Patagonie. C'est ce qu'on appelle la meseta ou plateau de Patagonie.

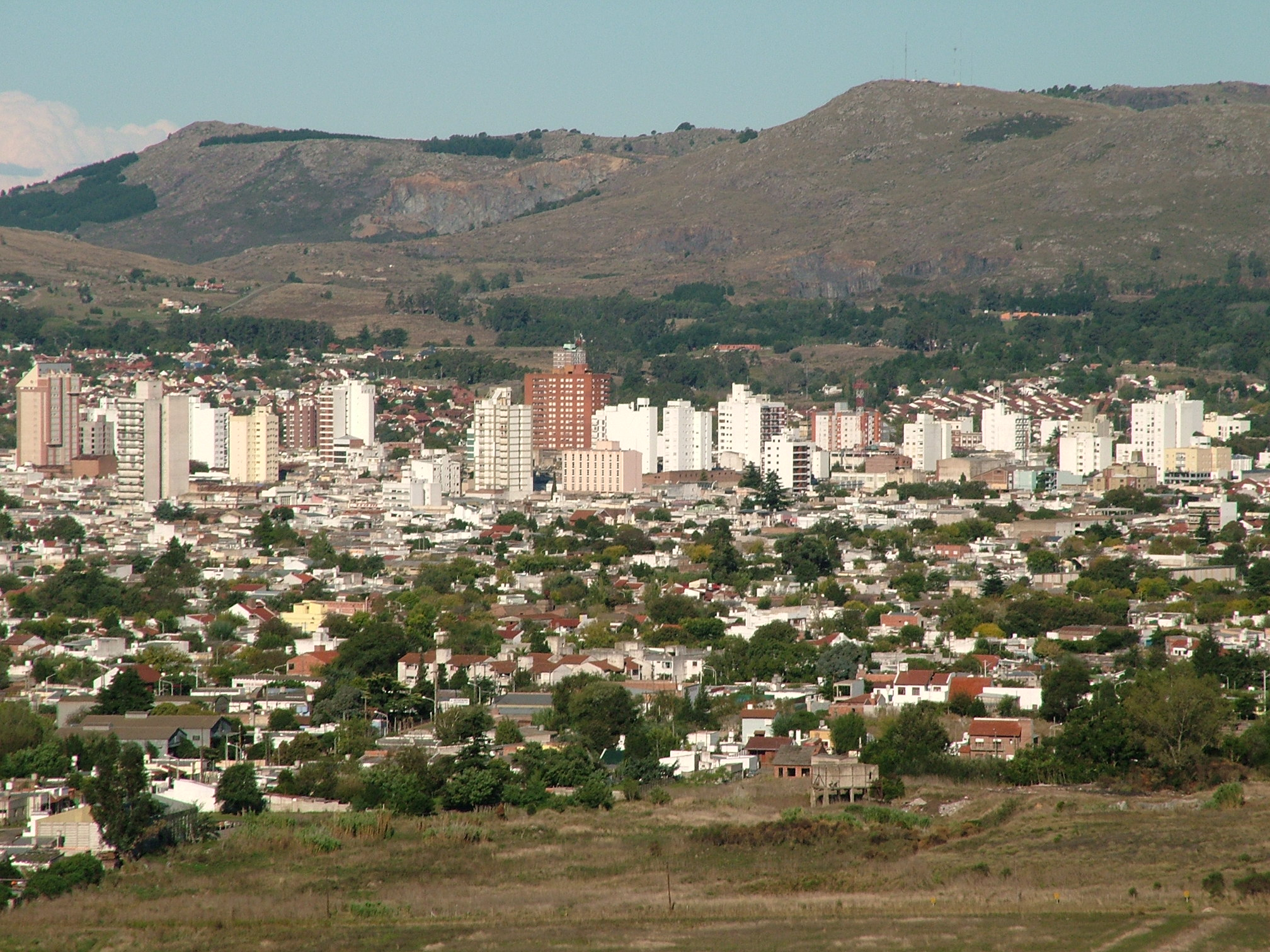
La ville de Tandil, entourée par les sierras du système de Tandilia (es)
Carte de répartition de la faune et de la flore fossiles mettant en évidence l'existence du Gondwana
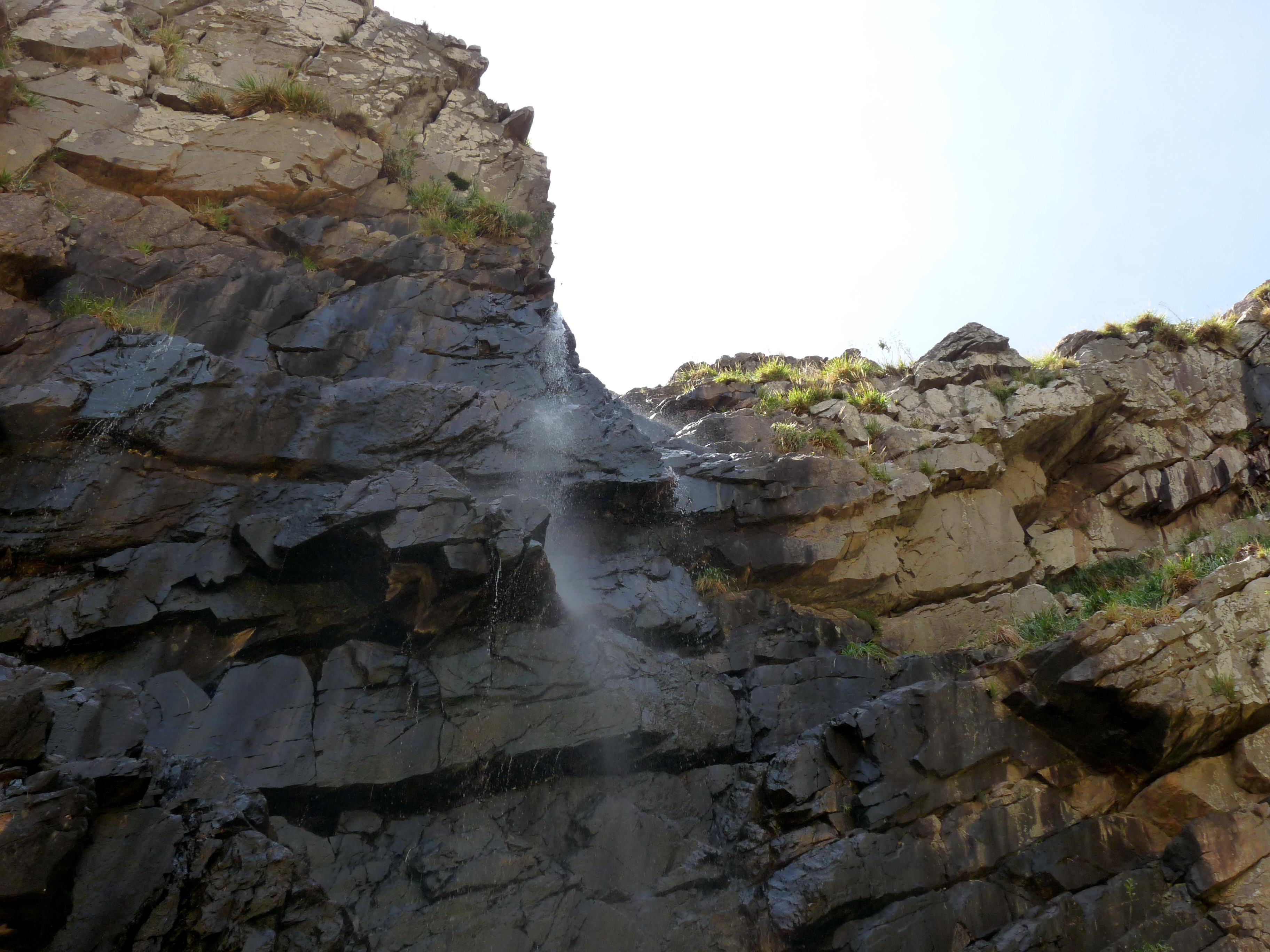
Site de la Garganta Escondida (gorge cachée) dans la sierras de la Ventania (es), au sein du parc provincial Ernesto Tornquist (es), situé au sud-ouest de la province.

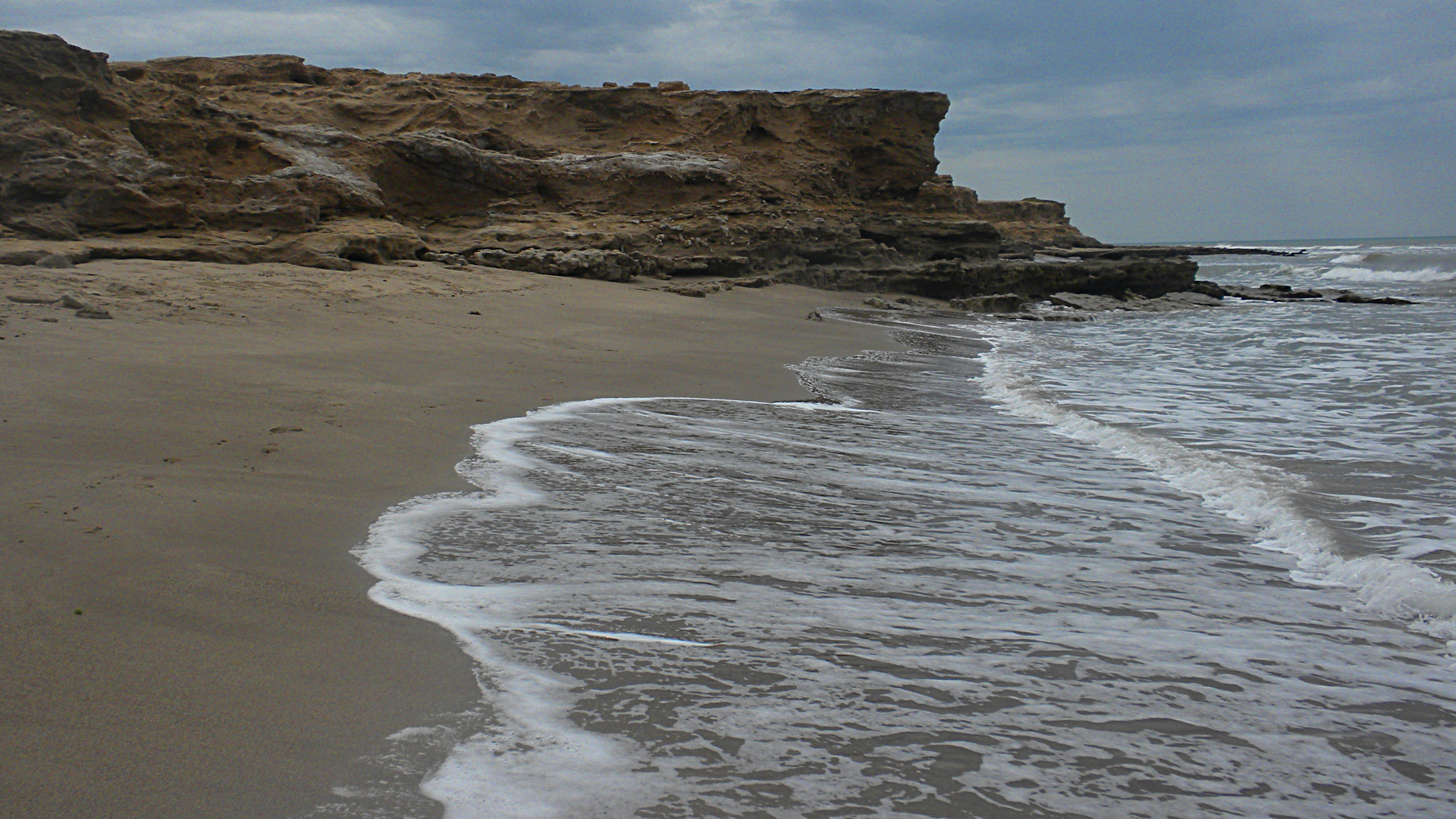
Bahía de los vientos (Baie des vents), près de la ville de Quequén.

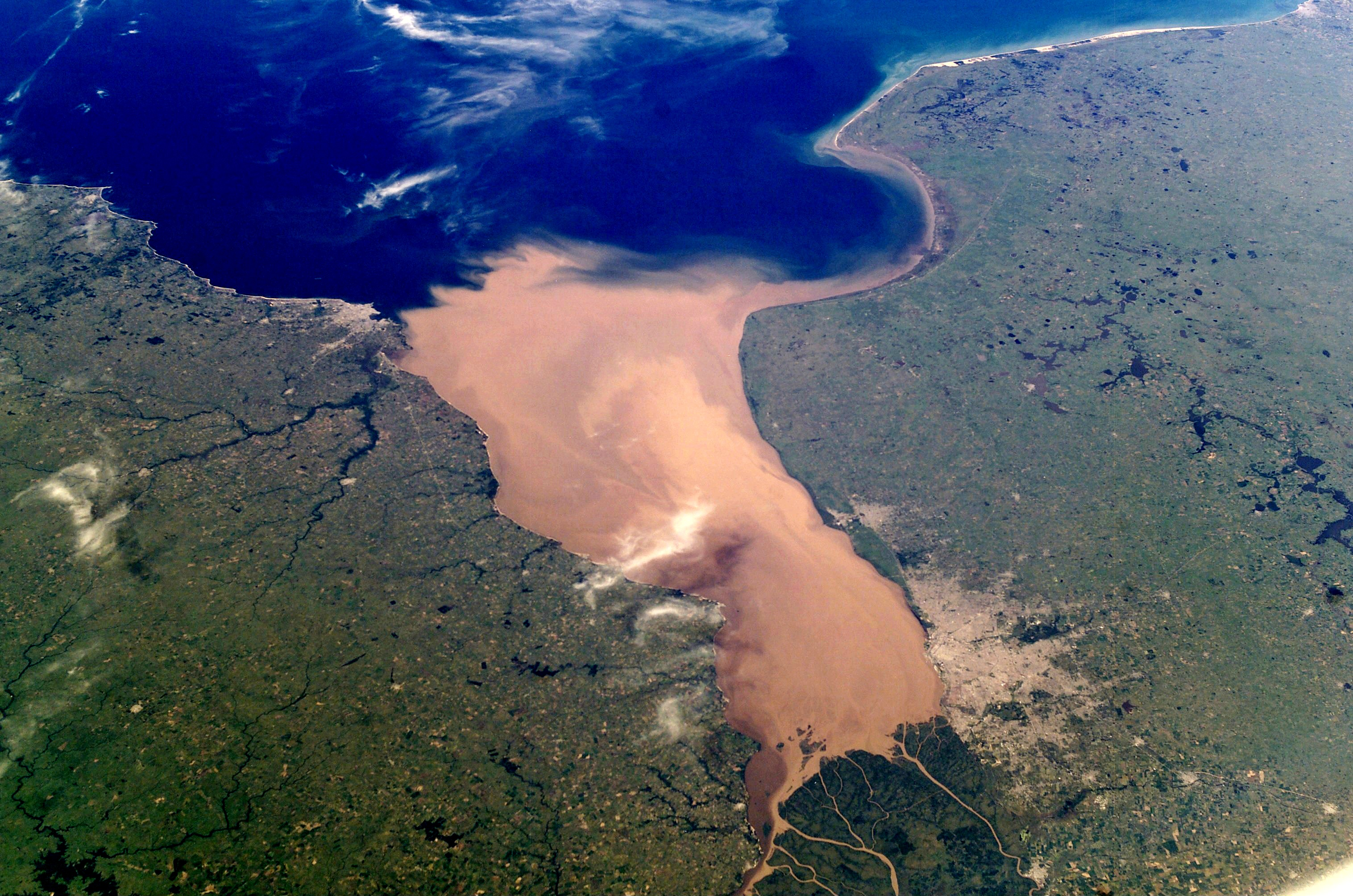
Vue par satellite du Río de la Plata. L'importante quantité de limon charrié par le fleuve est cause de la couleur ocre des eaux.

## Histoire

### Époque coloniale
L'histoire coloniale de la province de Buenos Aires commence avec l'arrivée au Río de la Plata de Juan Díaz de Solís, qui cherchait un passage vers les Indes Orientales. Solís débarque sur l'île Martín García, mais meurt à la suite d'une attaque d'un groupe d'autochtones et ses compagnons repartent en Espagne.

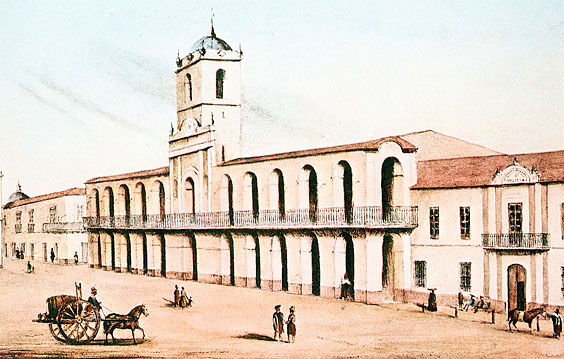
Le Cabildo de Buenos Aires fut une institution qui fonctionna depuis la fondation de la ville en 1580 jusqu'en 1821, année où elle fut remplacée dans ses fonctions législatives par la Junta de Representantes de Buenos Aires.

En 1536, Pedro de Mendoza fonde le port de Nuestra Señora María del Buen Aire. La ville est bientôt assiégée par les Querandis (es), et est abandonnée en 1541 par les Espagnols qui se replient sur Asunción (au Paraguay actuel). Le 11 juin 1580, Juan de Garay refonde la ville, cette fois sous le nom de Ciudad de la Santísima Trinidad del puerto de Santa María de los Buenos Aires. La ville devint bientôt la capitale de la Gobernación de Buenos Aires puis, dès le premier août 1776, de la Vice-royauté du Río de la Plata.
Plus tard, Garay commence à explorer le territoire adjacent, arrivant jusqu'au Cabo Corrientes (es), sur le site l'actuelle Mar del Plata. Il répartit les terres découvertes entre ses compagnons, créant ainsi les premières estancias destinées à l'élevage de bétail, sur la rive du Río de la Plata. Les estancias sont soumises au régime de l'encomienda et furent la base de la première activité économique de la population espagnole. Mais rapidedement, dès le XVIe siècle, les premiers affrontements se produisirent entre Espagnols et aborigènes, les Pampas (ou Hets ou Querandis), appelés plus tard Ranquels au XVIIIe siècle.
À partir du XVIIe siècle, quelques bovins abandonnés dans la pampa proliférèrent naturellement, formant des troupeaux redevenus sauvages. Les Espagnols comme les indigènes Pampas et Mapuches, commencèrent à les chasser ce qui amena des affrontements entre les deux groupes. Les Espagnols créèrent bientôt des lignes de fortins pour se protéger des attaques de la population indigène locale entourant Buenos Aires, afin de délimiter leur zone exclusive de chasse (chasses aux bovins sauvages, appelées vaquerías). Les indiens Pampas considéraient que les Espagnols avaient volé leurs terres en les envahissant, et durant des siècles attaquèrent leurs établissements par une tactique d'attaque en masse appelée malones, utilisant des chevaux, de longues lances et des boleadoras (système composé de plusieurs lanières lestées de gros cailloux destiné à immobiliser les jambes des chevaux).
Des routes centrées sur Buenos Aires, ainsi que d'autres villes furent progressivement construites. Ainsi furent fondées Baradero, Luján, Quilmes et San Andrés de Giles.

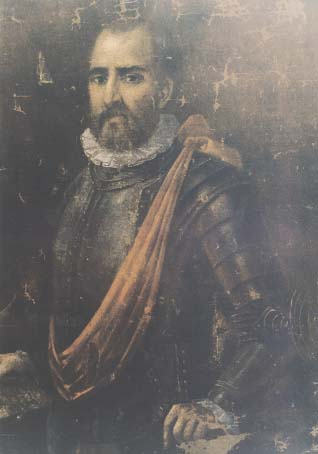
Portrait à l’huile de Juan de Garay.
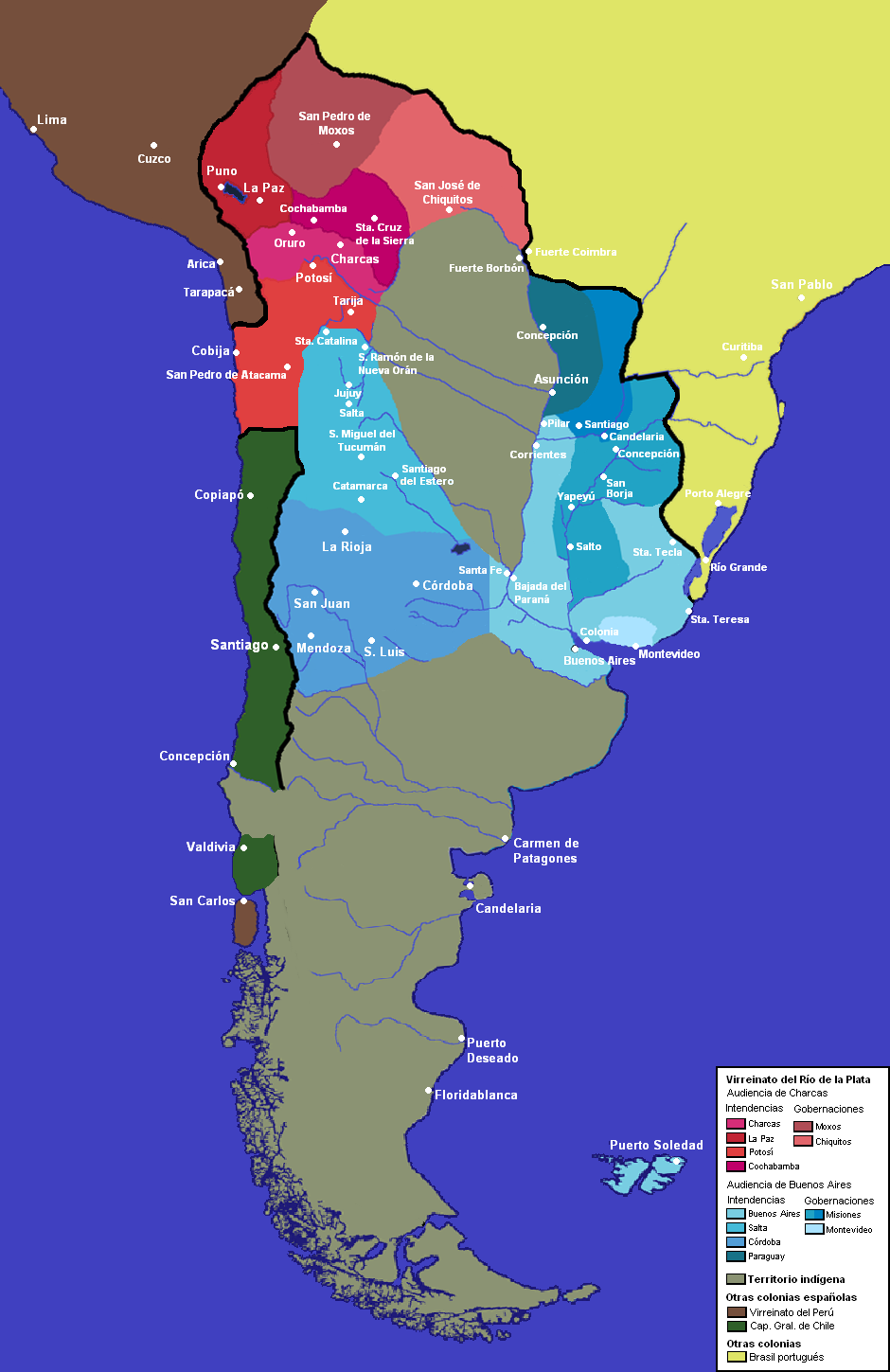
Subdivisions de la vice-royauté du Río de la Plata en 1783.
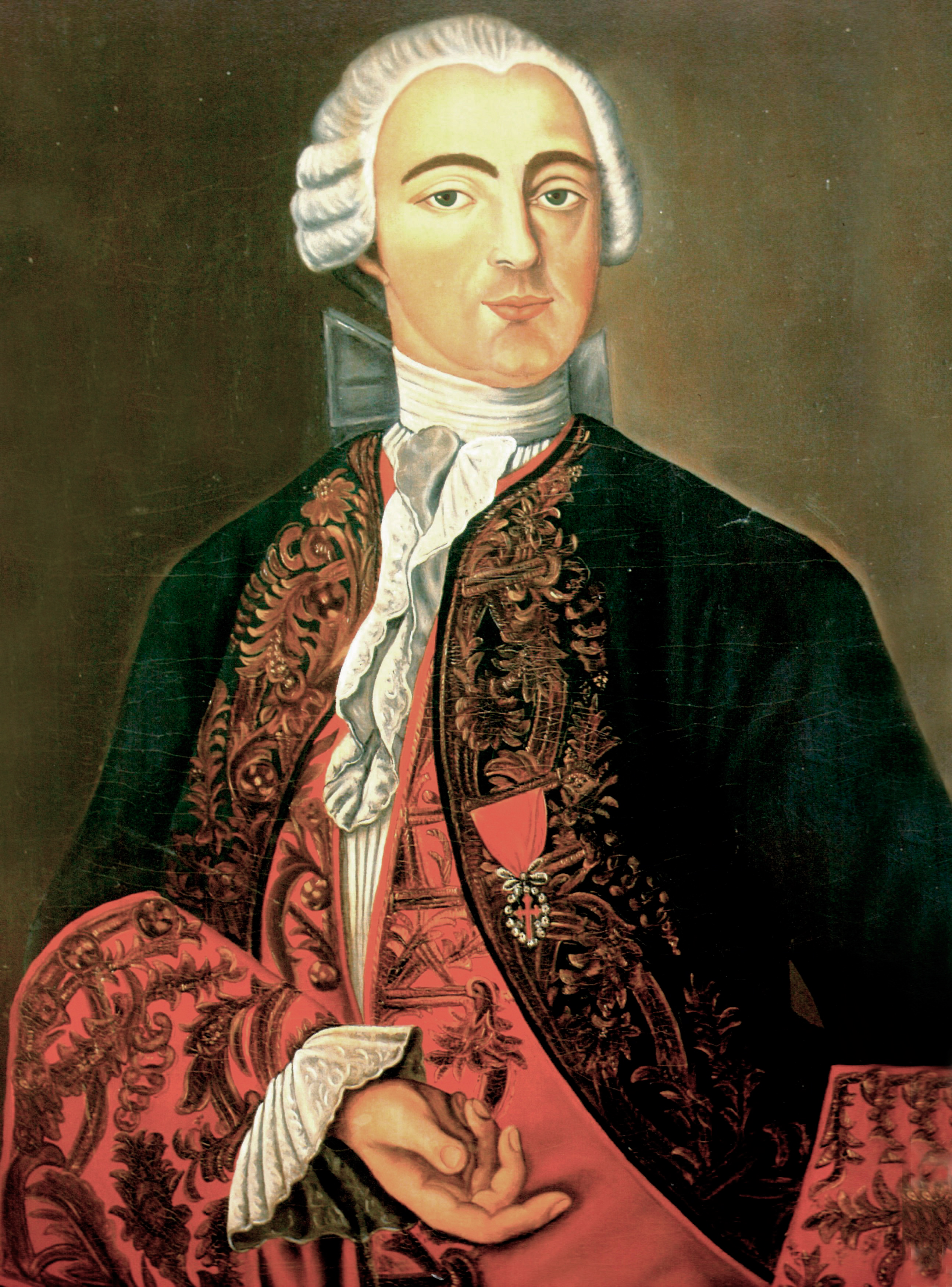
Pedro de Cevallos, premier vice-roi de la Vice-royauté du Río de la Plata en 1778.

### Vice-royauté du Río de la Plata
En 1680, les Portugais venus du Brésil tout proche avaient fondé au nord du Río de la Plata, face à Buenos Aires, sous le nom de Colonia del Sacramento un établissement, qui menaçait gravement les intérêts espagnols. Ceux-ci avaient attaqué et repris cette ville à plusieurs reprises, mais chaque fois, les Portugais avaient récupéré la ville.
C'est finalement en 1776 que le roi Charles III s'avisa de la solution du problème et de ce qu'il fallait faire pour chasser les Portugais du Río de la Plata. Il prit la décision d'instituer la vice-royauté du Río de la Plata. Presque immédiatement, le nouveau vice-roi Pedro de Cevallos organisa une puissante armée comprenant des indiens Mapuches, et la mena contre les Portugais. Cevallos prit Colonia en 1777 et la détruisit totalement.
La création de la vice-royauté du Río de la Plata apporta beaucoup à Buenos Aires. Rapidement toute l'administration bureaucratique vice-royale, ainsi que la douane, l'Académie navale, et des écoles s'y installèrent. On commença même à éditer des journaux.
La population de la ville s'accrut fortement, passant de 9 568 en 1744 à 32 069 habitants en 1778, puis à plus de 40 000 en 1797 et à presque 100 000 en 1810, chiffre très important et constituant près du tiers de la population totale de l'Argentine espagnole de l'époque.

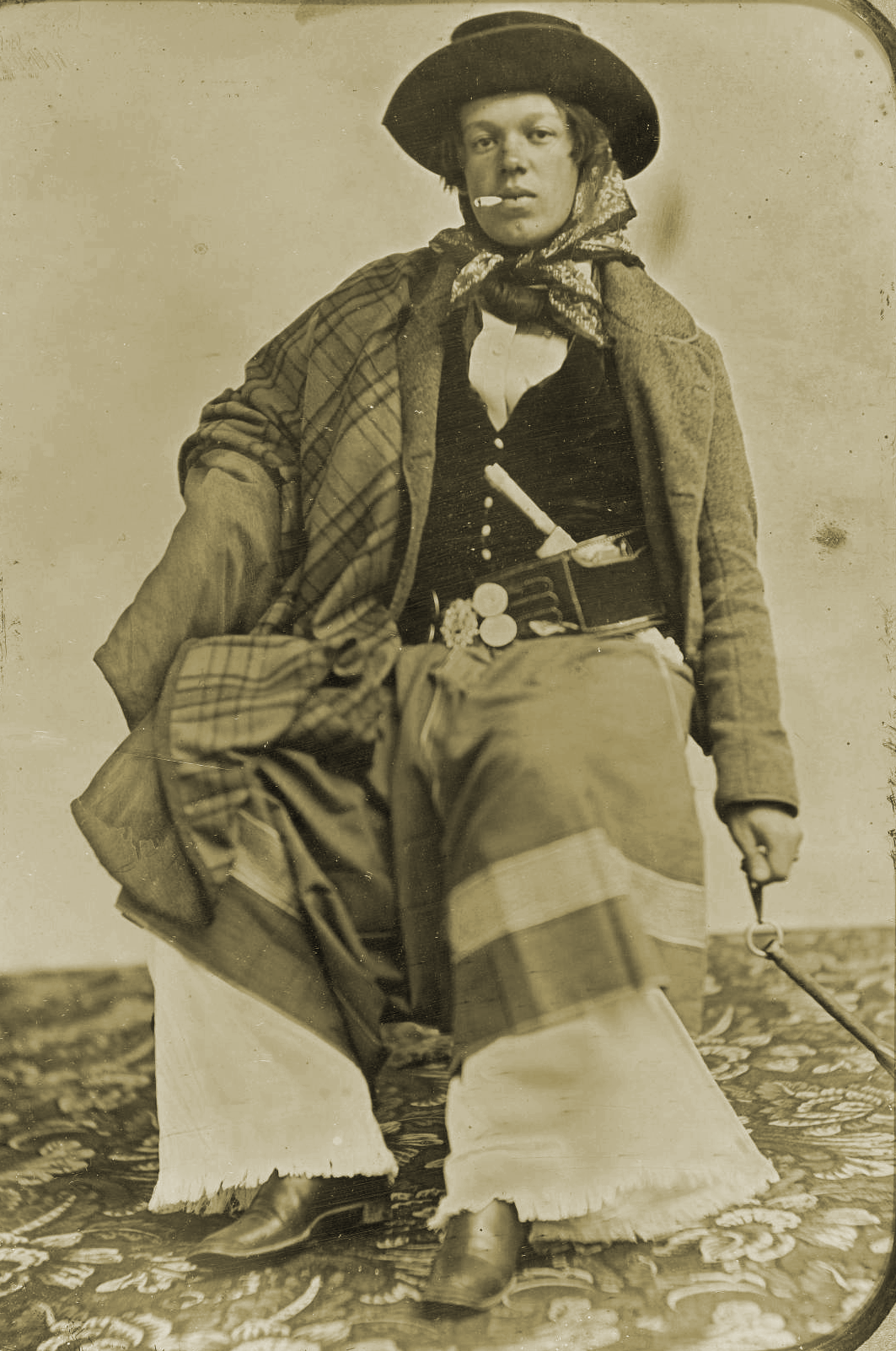
Gaucho avec sa tenue typique — années 1840.

Pendant ce temps-là la Pampa était devenue au XVIIIe siècle le domaine d'une « civilisation du cuir ». La propriété du sol étant associée au droit de chasse — lesquelles avaient fait fuir les troupeaux de bovins sauvages loin des habitations — l'élevage se développa autour des « estancias », (grandes fermes d'élevage). Comme il fallait compter deux hectares par tête de bétail, cette exploitation avait atteint des dimensions gigantesques, si bien que les riches estancieros dominaient le pouvoir politique. Le mode successoral étant régi par le droit d'ainesse préserva la toute grande exploitation. Cette puissante aristocratie s'appuya sur les fameux « gauchos » pour exploiter les domaines. Ces derniers étaient presque tous métis ou sang-mêlés. Chargés de surveiller les troupeaux qui évoluaient en liberté, et de les protéger des raids indiens, ils vivaient presque toujours à cheval. Ils abattaient les bêtes pour leur cuir et leur suif, et laissaient la plus grande partie de la viande aux charognards. La Pampa du XVIIIe siècle se transforma ainsi en une vaste exploitation de cuir, au sein d'une économie barbare et destructrice.

#### Victoire populaire contre l'agression britannique
En 1806, à la suite de l'entrée en guerre de l'Espagne aux côtés de la France, la flotte britannique cingla vers le Río de la Plata. Elle ne tarda pas à prendre Montevideo, puis se dirigea vers Buenos Aires. Le vice-roi Rafael de Sobremonte supposait que les Britanniques n'oseraient pas attaquer la capitale, et envoya ses troupes traverser le río de la Plata pour reprendre Montevideo. Lorsqu'on lui annonça le débarquement des Britanniques près de Buenos Aires, il courut se réfugier à Córdoba avec l'intention d'organiser une armée pour reconquérir sa capitale. En juin 1806, les Britanniques prirent Buenos Aires, bien reçus par les partisans de l'indépendance. Mais ceux-ci durent vite déchanter en comprenant que les envahisseurs désiraient convertir la région de la Plata en une colonie britannique, et s'unirent à ceux qui voulaient résister.
Jacques de Liniers, un ancien marin français traversa le fleuve pour la Bande Orientale (Uruguay actuel), où il organisa une armée puis repartit vers la capitale pour la délivrer. En chemin des milliers de volontaires enthousiastes se joignirent aux troupes. Une bataille de rue s'engagea et les Britanniques durent capituler. L'Audience, tribunal suprême, décida de confier la capitainerie générale à Liniers. Prudemment Sobremonte se réfugia à Montevideo.

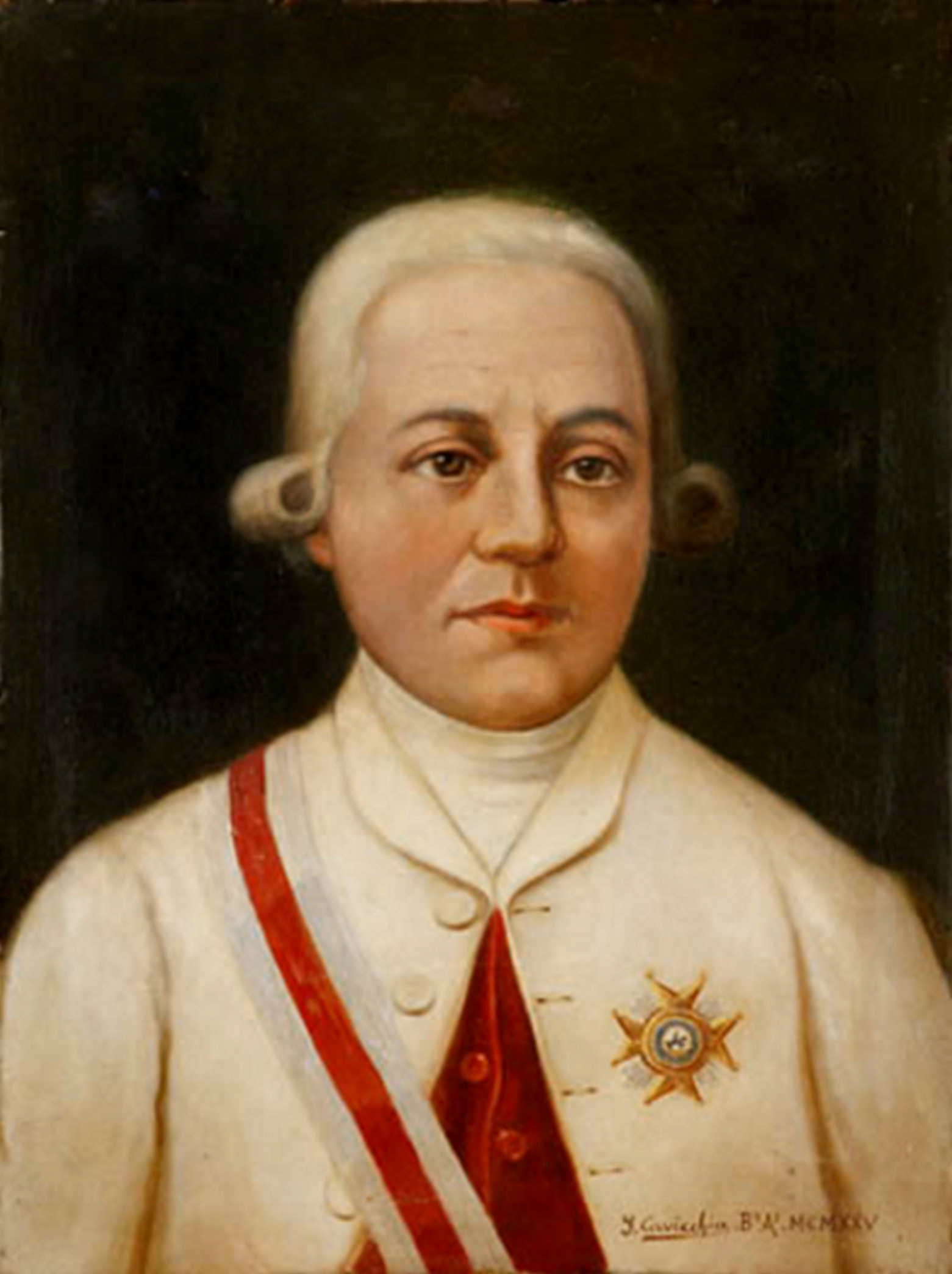
Le vice-roi Rafael de Sobremonte fut déchu puis condamné pour sa lâcheté face à l'agresseur britannique.
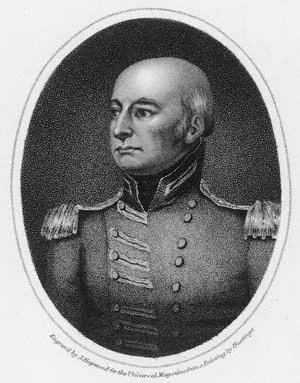
John Whitelocke qui envahit Buenos Aires en 1807.
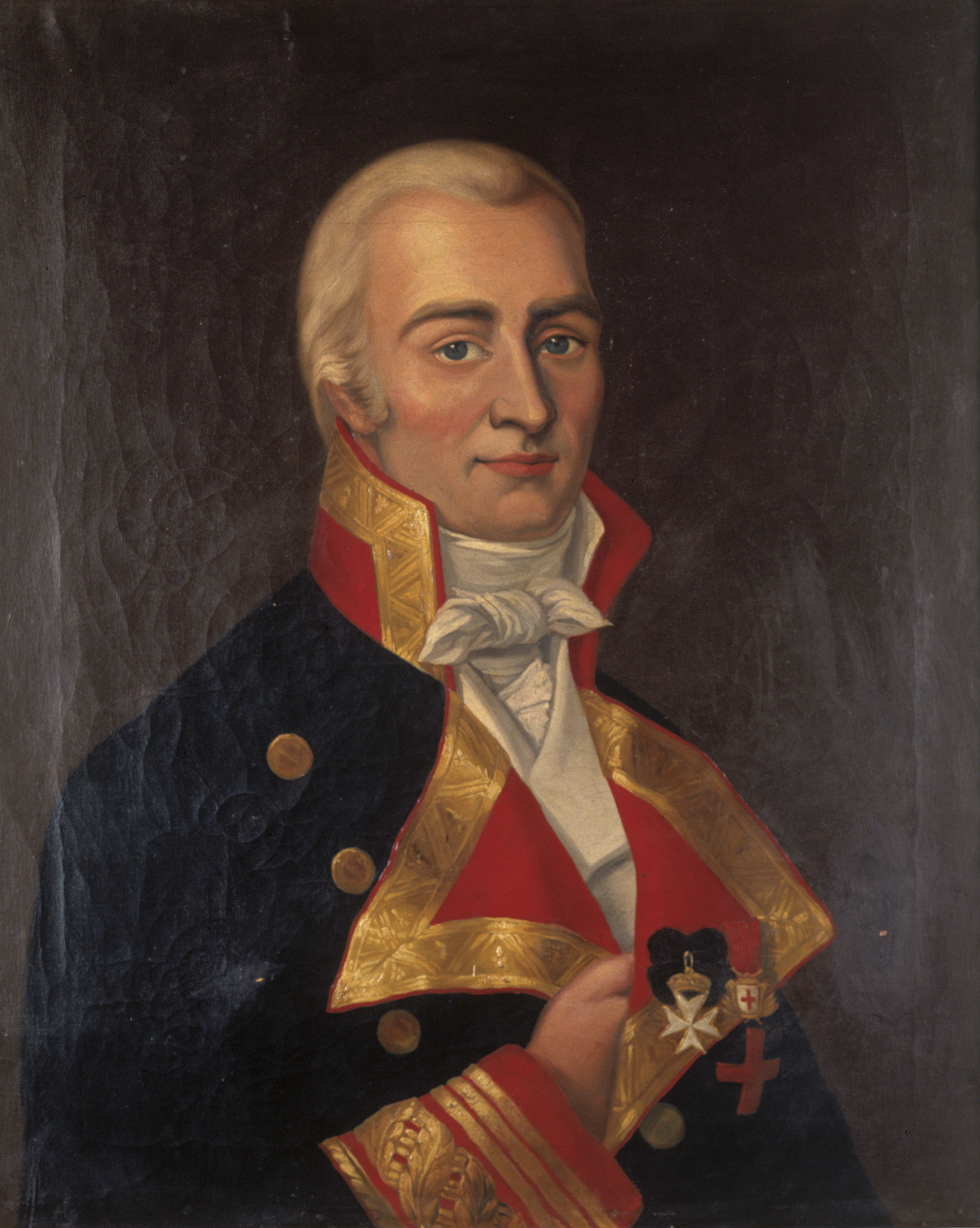
Jacques de Liniers, grand résistant puis vainqueur, gagna le titre de Vice-roi.

En 1807, les Britanniques revinrent envahir le pays, avec une puissante armée de 11 000 soldats sous les ordres du général John Whitelocke. Ils reprirent Montevideo, débarquèrent à Buenos Aires et pénétrèrent dans la capitale, confiants dans leur suprématie face à des forces hispano-argentines très inférieures. Très vite ils se heurtèrent à une résistance acharnée des habitants qui les arrosaient d'eau et d'huile bouillante et les mirent en déroute. John Whitelocke fut acculé à la capitulation générale, et le Royaume-Uni subit là une défaite particulièrement humiliante.
Quant à Liniers, il fut alors nommé vice-roi par intérim, décision ratifiée plus tard par le roi d'Espagne, Charles IV.

### Indépendance etXIXesiècle

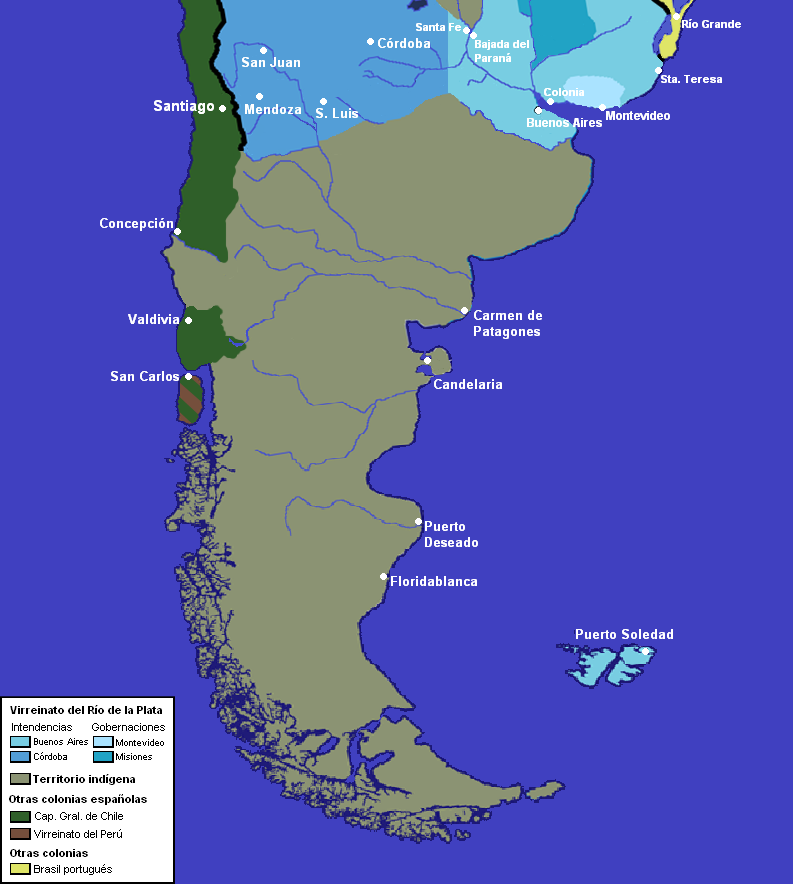
Frontière sud de la Vice-royauté du Pérou en 1684 avec l'Araucanie mapuche et la Capitainerie du Chili, sur le versant occidental des Andes, et les territoires patagónico-pampéens tehuelches, du côté oriental, y compris les Établissements coloniaux de la Patagonie atlantiques fondés ultérieurement au XVIIIe siècle.
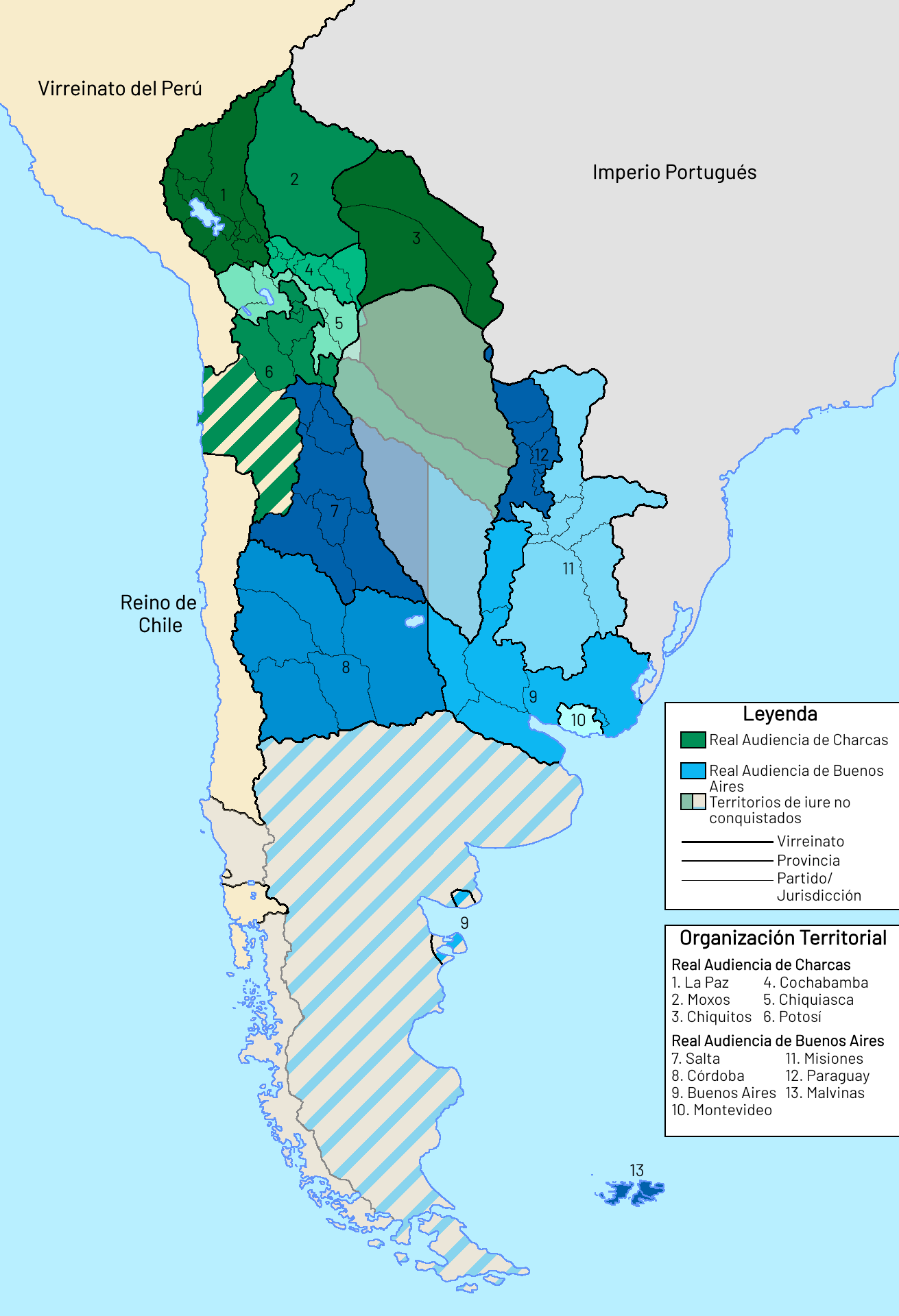
Carte de la Vice-royauté du Río de la Plata (fin du XVIIIe siècle).
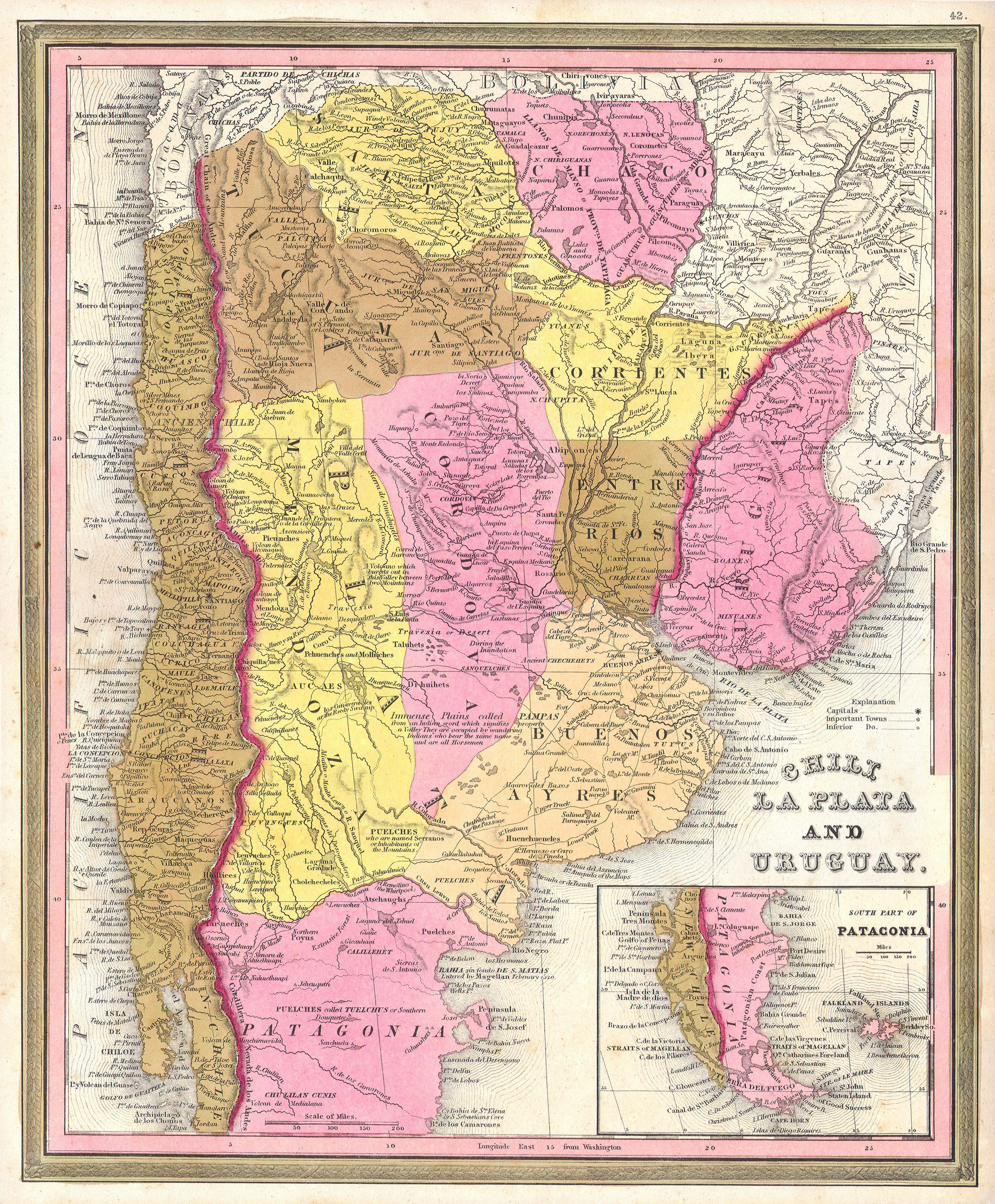
La Confédération argentine en 1834.

La révolution de Mai en 1810, qui abattit le gouvernement du vice-roi Baltasar Hidalgo de Cisneros, ouvrit de bonnes perspectives pour l'élevage dans la province, car elle mettait fin à l'insupportable monopole espagnol du commerce extérieur, et facilita l'introduction de nouveaux systèmes et de nouvelles races bovines d'origine étrangère. L'adoption de l'alambrado permit de définir la propriété de la terre en traçant des limites claires entre les propriétés foncières, jusqu'alors restées vagues et imprécises.

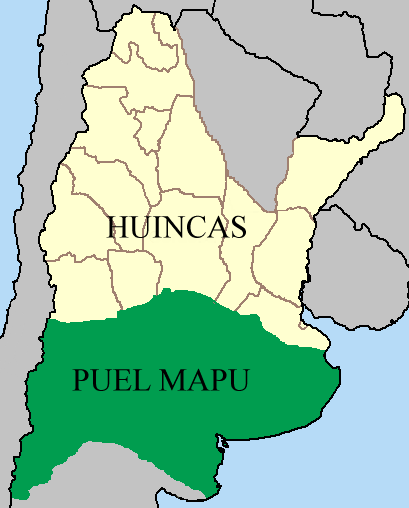
Carte du Puelmapu (es) au XIXe siècle, sur le territoire de l'actuelle Argentine. En jaune sont dessinées les frontières des 14 provinces originelles du pays, mais sans correspondance exacte avec les limites actuelles[6].
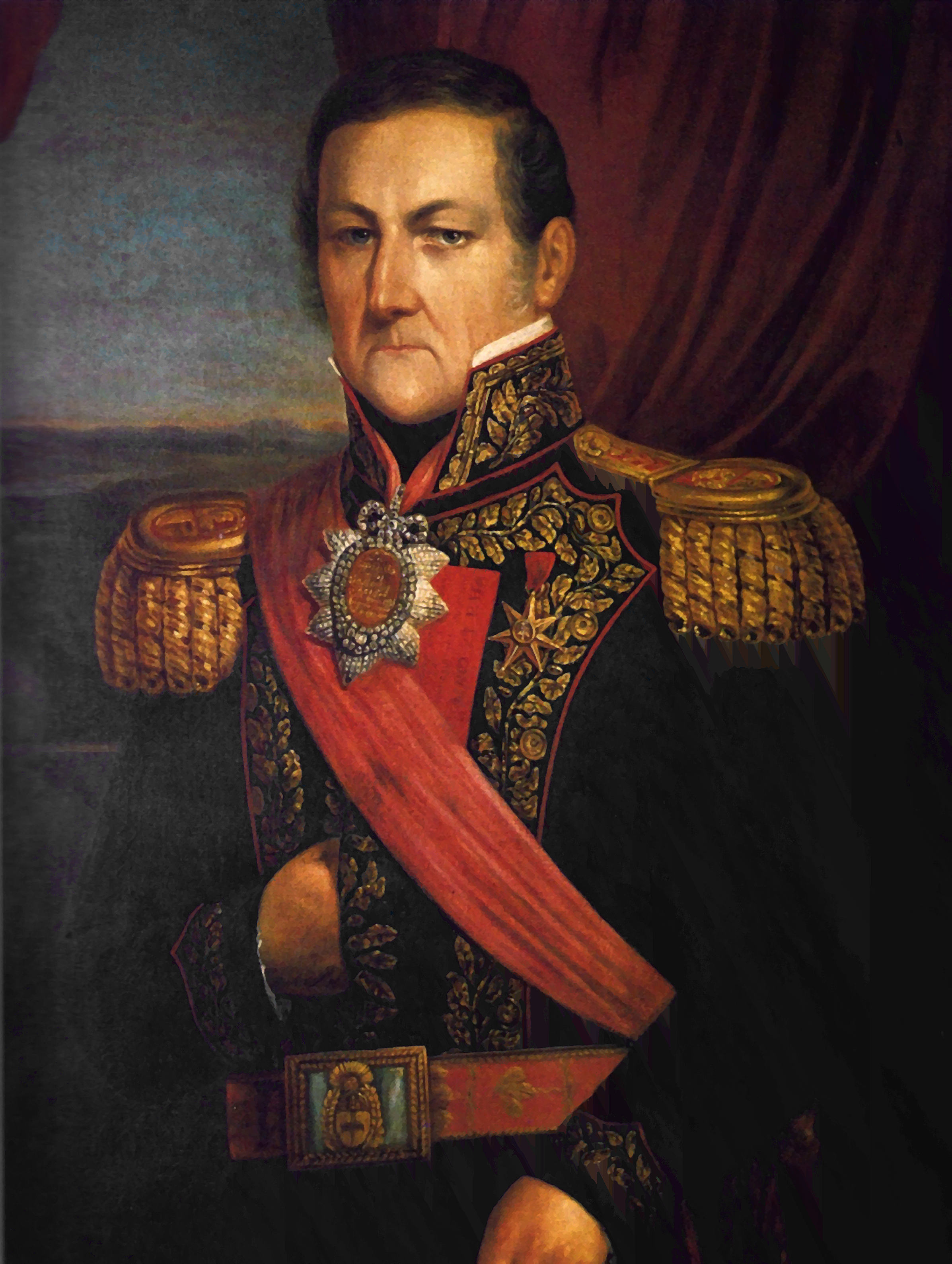
Juan Manuel de Rosas vers 1850.
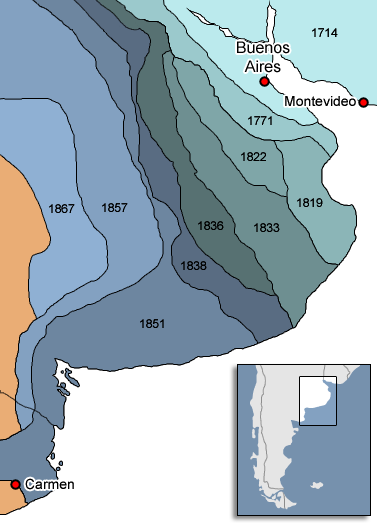
Avancée progressive de la frontière à l'époque de la construction de la Zanja de Alsina (fossé d'Alsina).

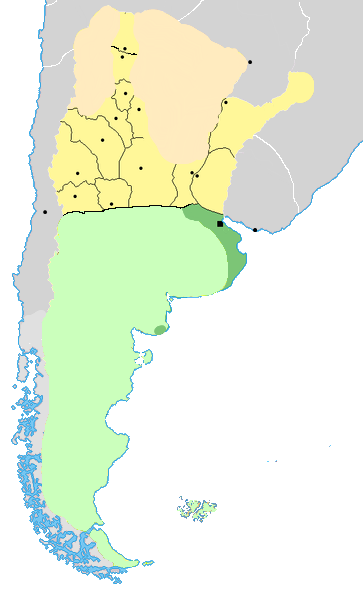
En vert foncé le territoire de Buenos Aires avant la réunification de 1861 et en vert clair son territoire prétendu.

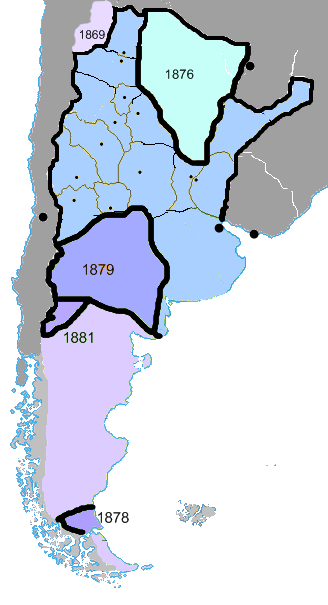
Territoire argentin effectivement contrôlé avant 1880 (presidence de Julio Argentino Roca en 1880-1886).

En février 1820, à la suite de l'anarchie dans laquelle se trouvait l'ancienne colonie, la province se constitua en entité politique autonome, désignant Manuel de Sarratea comme son premier gouverneur. Son territoire nominal était énorme, s'étendant depuis Buenos Aires jusqu'à la cordillère des Andes à l'ouest, et incluait au sud les territoires de la Patagonie argentine ainsi que les Îles Malouines. En étaient exclus les territoires des actuelles provinces d'Entre Ríos et de Corrientes, précédemment créées en 1814, ainsi que la province de Santa Fe (1815).
Mais le territoire sous contrôle effectif était très limité : depuis la ville de Buenos Aires jusqu'à quelque 60 km à la ronde. Les Amérindiens résistaient avec ténacité à la pénétration de l'homme blanc dans leurs terres ancestrales. L'introduction du cheval précédemment, et l'habileté des aborigènes à le domestiquer, leur permit de lancer de violentos attaques appelées « malones ». Les gouvernements successifs de la province tentèrent de freiner les malones, et de contrôler progressivement les territoires par divers moyens : la construction de fortins défensifs, la réalisation d'expeditions punitives, les fossés d'Alsina (es), etc. En 1823 la ville de Dolores, fut complètement détruite par un malón, ce qui augmenta la préoccupation des colons créoles face aux groupes aborigènes.
Dans les années 1820-1829, l'anarchie s'intensifia. Partisans d'une république unitaire (unitaristes) et partisans du fédéralisme s'affrontèrent durement. En 1824, le gouverneur Juan Gregorio de Las Heras finit par réunir le Congrès Général, grâce auquel il voulut unifier le pays. En 1826, le Congrès nomma Bernardino Rivadavia de tendance centraliste, président des Provincias Unidas del Río de la Plata. Le projet que ce dernier présenta, qui prévoyait que la ville de Buenos Aires et ses environs soit proclamée capitale du pays, et se sépare du reste de la province, fut adopté en 2016, malgré les résistances des fédéralistes Porteños (ainsi appelle-t-on les habitants de la capitale).
La Constitution unitaire argentine de 1826 fut rejetée par l'intérieur du pays et fit chuter Rivadavia et ce fut le début d'une guerre civile meurtrière.
En 1829, Juan Manuel de Rosas, devint gouverneur de la province jusque 1832, puis élu à nouveau en 1835, avec la prérogative d'assumer les trois pouvoirs à lui seul
Durant son gouvernement, Buenos Aires atteignit la suprématie sur les autres provinces, sans cependant arriver à l'unification du pays. Après sa chute face à la grande armée de Justo José de Urquiza à la bataille de Caseros, en février 1852, on fut tout proche d'atteindre cet objectif avec la Constitution de 1853, mais celle-ci fut rejetée par la Province de Buenos Aires. Celle-ci se sépara de la Confédération Argentine, qui établit dès lors sa capitale dans la ville de Paraná. En 1861, les armées de Buenos Aires mirent celles de la Confédération en déroute à la bataille de Pavón et lancèrent une campagne pour soumettre les provinces. Ce but fut atteint, et le pays resta définitivement unifié selon le projet des unitaires.
Dès lors, l'histoire de la province se confond avec celle du pays. Malgré de nombreux troubles et au moins deux guerres importantes (« Guerre de la Triple Alliance » contre le Paraguay, et « Conquête du Désert » contre les amérindiens), l'économie se développa avec vigueur, l'immigration fut de plus en plus importante peuplant rapidement l'ensemble des terres de la province. Ce fut en moyenne une époque de grande prospérité, l'Argentine devenant une des dix premières puissances mondiales, en termes de PNB, au début du XXe siècle. Et aujourd'hui encore, en 2010, l'économie de la province représente près des deux tiers de l'ensemble argentin.

## Hydrographie
À part le Río Paraná au nord, et les cours inférieurs des ríos Negro et Colorado au sud, la province de Buenos Aires ne possède pas de cours d'eau très importants. Il y a par contre beaucoup d'étangs, de lacs et de lagunes, salées ou non, où vont souvent se perdre les cours d'eau au lit mal dessiné. De ce fait, dans la région de la pampa humide (est et nord-est de la province), ces derniers débordent fréquemment, et divaguent sur la pampa toute plane, causant de sévères inondations.
Le delta inférieur du rio Paraná qui s'étend depuis Ibicuy jusqu'à l'embouchure dans le río de la Plata) se situe sur le territoire de la province. Le fleuve charrie annuellement 200 millions de tonnes de sédiments (dont la moitié provient du río Bermejo via le río Paraguay). Il progresse annuellement dans le río de la Plata de 50 à 90 mètres, si bien que dans deux ou trois siècles, Buenos Aires ne sera plus située au bord du Río de la Plata, mais bien d'un des bras du delta. Quant au río Uruguay, il deviendra dès lors un affluent - énorme il est vrai - du grand fleuve.
Le río Paraná de las Palmas (es) est le plus méridional des grands bras du río Paraná au sein de son Delta. Il coule entièrement sur le territoire de la province de Buenos Aires. Il doit son nom aux palmiers qui anciennement croissaient sur ses rives.
Il fait 135 km de long et à son embouchure il a une largeur de plus ou moins 2 km. Sa profondeur est de 80 à 100 mètres. Sur sa rive sud se trouvent les villes de Zárate et de Campana, ainsi que la centrale nucléaire d'Atucha.
A part le Paraná, le cours d'eau le plus important de la province est le Río Salado qui est long de 700 kilomètres et traverse la province d'ouest en est. Étant donné sa responsabilité dans de nombreuses inondations, l'option a été prise de dévier certains de ses affluents et de le canaliser dans son cours inférieur. Un réseau de canaux a ainsi été créé, procurant à ce fleuve et à ses affluents déviés une série de lits artificiels.
Parmi les autres cours d'eau, il faut citer le río Samborombón qui se jette dans la baie de même nom (que l'on aperçoit sur la photo satellite ci-contre, dans la partie supérieure droite de la photo), le río Luján et le río Quequén Grande.

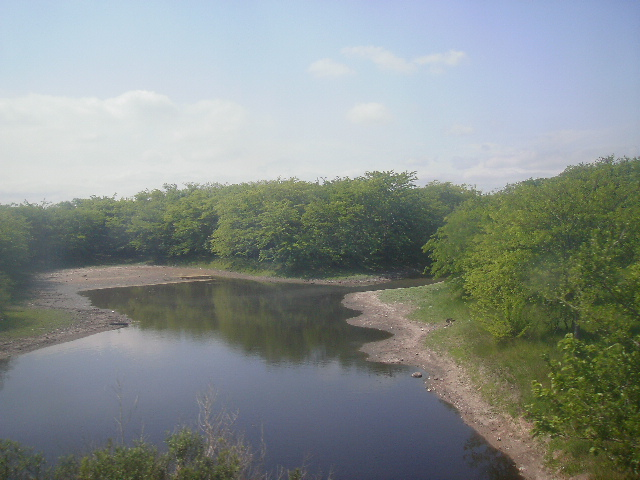
Le río Luján à Zelaya.

### Lagunes
La province de Buenos Aires est saupoudrée d'une grande quantité d'étangs, de lacs et de lagunes (le mot laguna en espagnol recouvre l'ensemble des petits lacs peu profonds, qu'ils soient salés ou non). Certaines de ces lagunes sont dues à des failles ou dépressions tectoniques, mais la plupart résultent de l'érosion éolienne de la plaine de la pampa. Près des côtes et de la baie de Samborombón, on trouve des lagunes salées parfois reliées à la mer, qu'en espagnol on appelle albuferas (analogues à la lagune de Venise ou à l'Étang de Thau au Languedoc). C'est le cas de la laguna de Mar Chiquita près de Mar del Plata.
À part ces albuferas, l'immense majorité des étendues d'eau de la province sont pulsatiles, en ce sens que leur dimension est fonction des cycles climatiques humidité-sécheresse.
Durant les sécheresses et les hémicycles secs décrits par Florentino Ameghino, ils tendent à se dessécher et à se transformer en salines, tandis que pendant les hémicycles humides, ils voient leur étendue se multiplier (comme à la fin du XXe siècle). On considère que le dernier hémicycle humide a débuté en 1973-1974 et devrait se prolonger jusque vers 2022-2023 (hémicycle de 50 ans).
Citons :
- La remarquable laguna de Mar Chiquita
- La laguna de Gómez, la laguna El Carpincho et la laguna Mar Chiquita de Junín.
- La laguna Epecuén
- La laguna Las Toscas
- La laguna de Lobos
- La laguna de Rocha
- La laguna de los Padres

### Ponts
La largeur importante des bras du Paraná dans le delta situé au nord de la province, ainsi que la grande longueur des côtes atlantiques, où se trouvent les estuaires de nombreux fleuves grands et petits, a rendu nécessaire la construction de nombreux ponts pour permette le développement des réseaux ferrés et routiers. Les plus importants sont les ponts Zárate-Brazo Largo sur le Paraná de las Palmas, et le pont Justo José de Urquiza sur le Paraná Guazú. Ces deux pont construits en enfilade permettent à la métropole de Buenos Aires et à toute la province, de communiquer avec la Mésopotamie argentine, et au-delà avec l'Uruguay, le Paraguay et le Brésil voisins.

## Villes principales
Les principales agglomérations de la province (recensement argentin de 2010 sont les suivantes :
| Rang | Agglomération                     | Nombre d'habitants | Nombre d'habitants |
| 1.   | Grand Buenos Aires                | 13 028 000         |                    |
| 2.   | Grand La Plata                    | 799 523            |                    |
| 3.   | Mar del Plata-Batán               | 765 000            |                    |
| 4.   | Bahía Blanca-General Daniel Cerri | 301 572            |                    |
| 5.   | Zárate-Campana                    | 185 382            |                    |
| 6.   | Tandil                            | 116 916            |                    |
| 7.   | Olavarría                         | 111 708            |                    |
| 8.   | Necochea-Quequén                  | 107 457            |                    |
| 9.   | Trujui                            | 98 649             |                    |
| 10.  | Junín                             | 82 427             |                    |
| 11.  | Luján                             | 67 266             |                    |

- La capitale provinciale, La Plata, avec ses 800 000 habitants en 2015 est le principal centre politique, administratif et éducatif de la province[10].
- Mar del Plata (Grand Mar del Plata 618 989 hab.), sur le rivage de la mer d'Argentine, principal centre touristique d'été du pays.
- Bahía Blanca (Grand Bahía Blanca: 301 531 hab.), important port de mer et principal centre urbain du sud de la province.
- Campana - Zárate ou Zárate - Campana (185 382 hab.), située dans le nord-est provincial, est une importante zone industrielle et un centre urbain bicéphale. Les deux villes, Campana et Zárate, ont leurs centres distants de 11 km l'une de l'autre, mais il y a continuité urbaine le long de la route nationale 9. Ces deux villes sont similaires quant à leur taille, population et importance économique. Toutes deux possèdent un port sur le río Paraná de las Palmas. De plus, faisant partie du grand Buenos Aires, elles sont le principal accès vers la Mésopotamie argentine grâce au pont Zárate-Brazo Largo qui ressort des deux entités.
- San Nicolás de los Arroyos (133 602 hab.), centre industriel et principale ville du nord de la province, avec port fluvial sur le Paraná. La ville a de plus une importance religieuse.
- Tandil (123 520 hab.), centre agricole et d'élevage, est aussi un centre industriel et touristique situé dans le sud-est de la province, sur la chaîne montagneuse du système de Tandilia (es).
- Pergamino (91 399 hab.) Important centre agro-industriel, et textile du nord de la province.
- Olavarría (89 721 hab.), important pôle minier, industriel et agricole du centre de la province.
- Junín (87 509 hab.), principal centre administratif, touristique, éducatif, industriel et commercial du nord-ouest de la province[11], proche de la Laguna de Gómez.
- Necochea (Necochea - Quequén) : 107457 hab.), important centre touristique d'été avec ses plages sur la mer d'Argentine.
- Luján (76 465), centre de tourisme religieux basé sur la basilique Notre-Dame de Luján.
- Mercedes (59 870), important nœud ferroviaire.
- Punta Alta (58 315), près de Puerto Belgrano, principale base navale du pays, située à 20 km au sud-est du centre de Bahia Blanca. La ville a été construite en 1898 pour héberger les ouvriers, en grande partie italiens et espagnols, qui construisaient la base navale.
- Chivilcoy (58 152), dans le centre-nord de la province a d'importantes activités agro-industrielles.
- Azul (55 728), ville ayant une importante activité agricole dans le centre de la province.
- Villa Gesell (es) (31 730 hab.), ville balnéaire située à l'extrémité orientale de la province, fondée par un magnat d'origine allemande qui entreprit de transformer des dunes stériles en une vaste cité-jardin.
- Carmen de Patagones (20 533 hab.) (73 322 avec sa voisine Viedma) fait déjà géographiquement et climatiquement partie de la Patagonie.

## Communications

### Aéroports

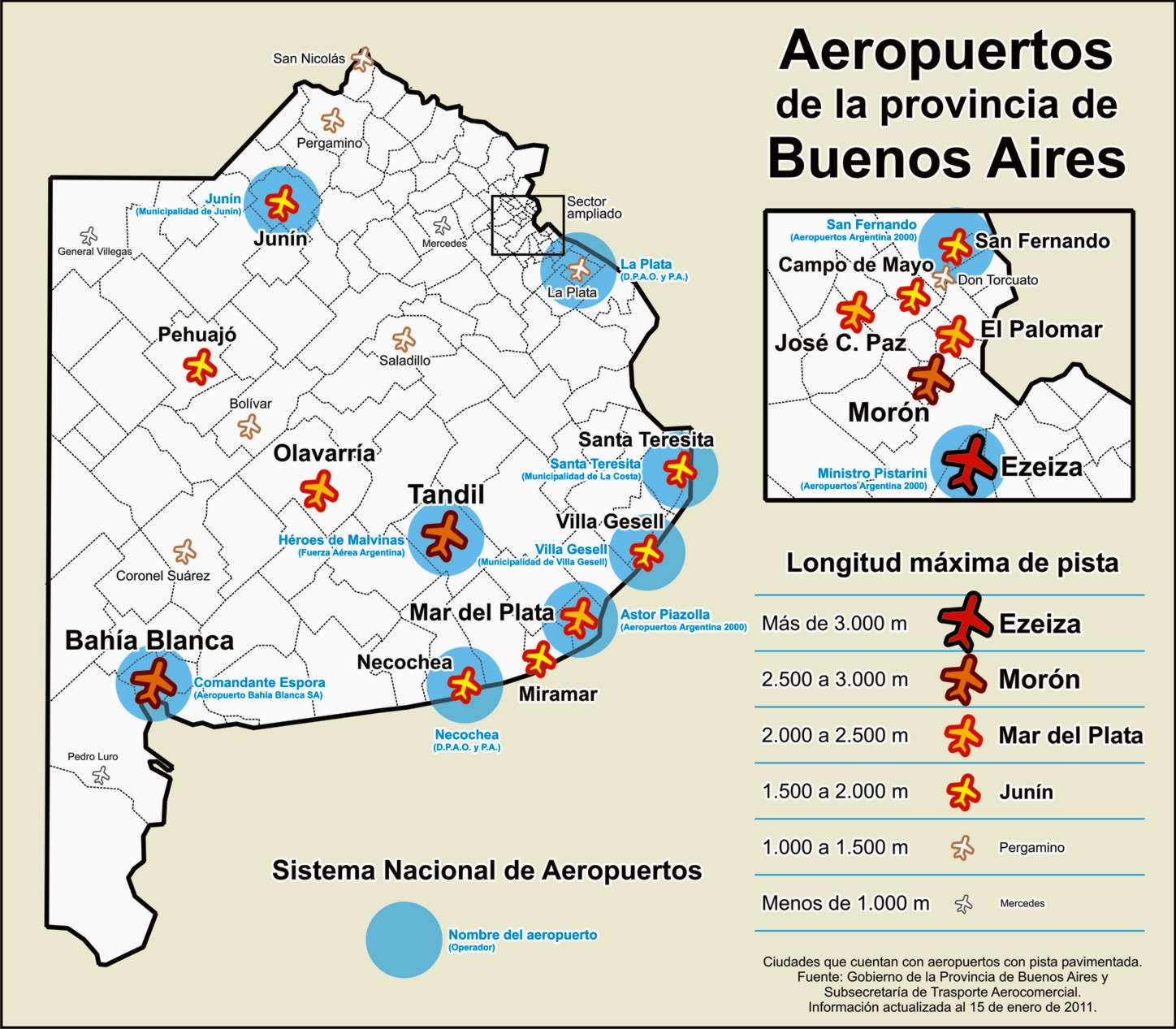
Aéroports de la province de Buenos Aires

La province de Buenos Aires compte plus de 100 aérodromes et aéroports publics, dont 26 possèdent une piste en dur. Les suivants sont les seuls qui font partie du Sistema Nacional de Aeropuertos :
| ! Nom                                       | Ville               | OACI | IATA |
| ------------------------------------------- | ------------------- | ---- | ---- |
| Aeropuerto Ministro Pistarini               | Ezeiza              | SAEZ | EZE  |
| Aéroport international de San Fernando      | San Fernando        | SADF | FDO  |
| Aéroport Astor Piazzolla de Mar del Plata   | Mar del Plata       | SAZM | MDQ  |
| Aéroport Comandante Espora                  | Bahía Blanca        | SAZB | BHI  |
| Aéroport Edgardo Hugo Yelpo (es)            | Necochea            | SAZO | NEC  |
| Aéroport de Junín (es) (actuellement fermé) | Junín               | SAAJ | JNI  |
| Aéroport de La Plata (es)                   | La Plata            | SADL | LPG  |
| Aéroport de Santa Teresita (es)             | Santa Teresita (en) | SAZL | SST  |
| Aéroport de Tandil (es)                     | Tandil              | SAZT | TDL  |
| Aéroport de Villa Gesell (es)               | Villa Gesell (es)   | SAZV | VLG  |

L' Aéroport international Ministro Pistarini, connu sous le nom d' aéroport d'Ezeiza, est le principal aéroport international d'Argentine. Il est situé dans le partido de Ezeiza, dans la conurbation de Buenos Aires.
Ezeiza a enregistré 10 327 203 passagers en 2017 dont 9.468.131 passagers internationaux.

### Ports
Avec l'Océan atlantique qui la baigne à l'est et au sud, et le grand fleuve international Paraná qui la longe au nord, la province de Buenos Aires s'est dotée d'une série de ports de mer, grand et petits, tant pour le trafic national ou international de marchandises variées que pour une activité pêchière bien developpée.
La province compte le grand port fluvio-maritime de Zárate sur le río Paraná de las Palmas (es). La ville est située à l'extrémité sud du Pont Zárate-Brazo Largo, qui relie Buenos Aires à la province d'Entre Ríos et permet les communications vers le Brésil et l'Uruguay. Le port de Zárate s'étend entre los kilomètres 102 et 133 du bras du fleuve. Dans cette zone existent de nombreux quais pour l'accostage de gros navires d'outre-mer, dont des porte-conteneurs et des bateaux chargés de véhicules.
10 kilomètres en aval de Zárate, Campana possède un port moderne avec de grandes relations commerciales vers et depuis d'autres ports argentins, européens ou du Mercosur. Le mouvement annuel de marchandises était en 2017 de quelque 6 millions de tonnes, notamment pétrole brut, minerai de fer et aussi agrumes à destination de l'Europe,.
Ensenada est le port de la Plata, située elle quelques kilomètres à l'intérieur des terres. Les infrastructures du port sont assez sous-utilisées.
Le port de la ville de Mar del Plata est situé au sud de Cabo Corrientes. Inauguré en 1922, c’est l’un des plus grands du pays. Les bateaux de pêcheurs sont nombreux.
L'agglomération Necochea-Quequén possède elle aussi un port très important, d'où l'on exporte des céréales, du poisson, du bois, des huileset des sous-produits de l'industrie de l'huile.

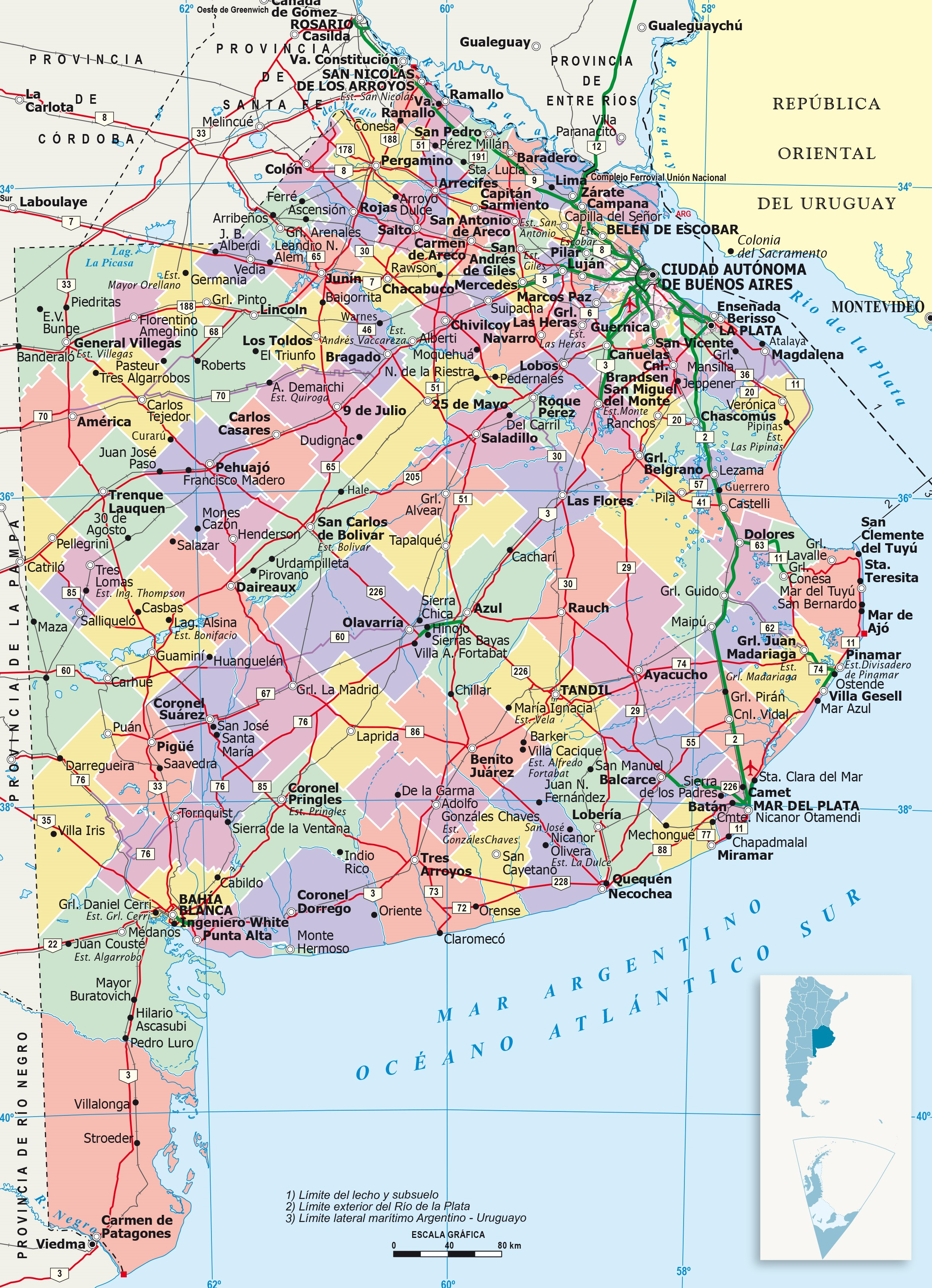
Division administrative de la province de Buenos Aires et sa capitale La Plata (point rouge)

Partidos du Grand Buenos Aires situés sur le territoire de la province de Buenos Aires. Situation de l'agglomération du grand La Plata (en rouge).

## Politique et administration
Le gouverneur de la province depuis les élections de 2015 est María Eugenia Vidal (parti Cambiemos), élue avec 39,64 % des voix, contre 35 % pour son adversaire principal.

### Subdivisions
La province est divisée en 135 arrondissements ou « partidos ».
Parmi ces partidos, 24 font partie du grand Buenos Aires. Ce sont les suivants (avec leur population en 2001) :

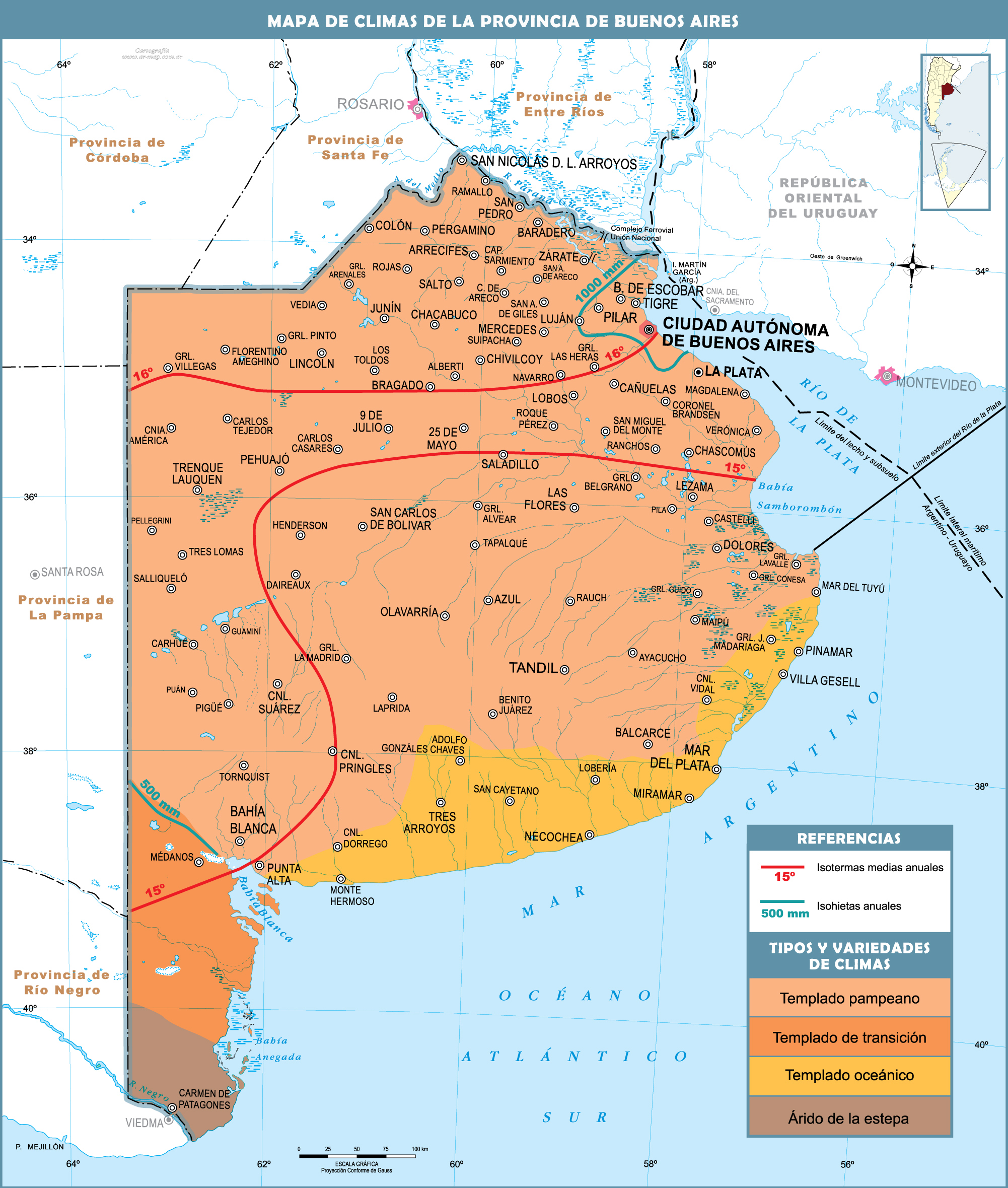
Carte climatique de la Province de Buenos Aires. On y voit les différents climats, ainsi que les isothermes et isohyètes moyens annuels qui la traversent.

| Partido             | Population |
| ------------------- | ---------- |
| Almirante Brown     | 552 902    |
| Avellaneda          | 342 677    |
| Berazategui         | 324 244    |
| Esteban Echeverría  | 300 959    |
| Ezeiza              | 163 722    |
| Florencia Varela    | 426 005    |
| General San Martín  | 414 196    |
| Hurlingham          | 181 241    |
| Ituzaingó           | 167 824    |
| José C. Paz         | 265 981    |
| La Matanza          | 1 775 816  |
| Lanús               | 459 263    |
| Lomas de Zamora     | 616 279    |
| Malvinas Argentinas | 322 375    |
| Merlo               | 528 494    |
| Moreno              | 452 505    |
| Morón               | 321 109    |
| Pilar               | 299 007    |
| Quilmes             | 582 943    |
| San Fernando        | 163 240    |
| San Isidro          | 292 878    |
| San Miguel          | 296 861    |
| Tigre               | 376 381    |
| Tres de Febrero     | 340 071    |
| Vicente López       | 269 420    |

## Climat
Comme toute la Pampa humide le climat de la province est fortement influencé par l'océan tout proche, avec des étés très chauds et des hivers tempérés. L'humidité est élevée et les précipitations abondantes sont réparties sur toute l'année. Cependant les précipitations baissent lentement vers l'ouest, si bien que les zones occidentales et sud-occidentales sont des régions plus sèches.
Le climat de la province de Buenos Aires est tempéré avec des températures moyennes comprises entre 10 °C et 25 °C. À la côte, le vent marin rafraîchit les nuits en été, et amène une forte humidité en hiver.
Les précipitations annuelles varient entre 500 mm à l'ouest et 1 000 mm sur la côte. Étant donné l'extrême platitude de certaines régions (nord-est de la province, les bassins du río Samborombón et du río Salado), les fortes pluies y causent souvent des inondations.
La province est parfois traversée par le vent d'ouest appelé Pampero. Citons deux autres vents particuliers: Le Sudestada venu du sud produit des tempêtes et des chutes de température, et, plus connu, le vent de tempête Santa Rosa, qui a lieu chaque année le 30 août.

### Buenos Aires
Le climat de la ville de Buenos Aires est tempéré, du type subtropical humide, la moyenne annuelle des températures étant de 16,6 °C (exactement comme à Nice).

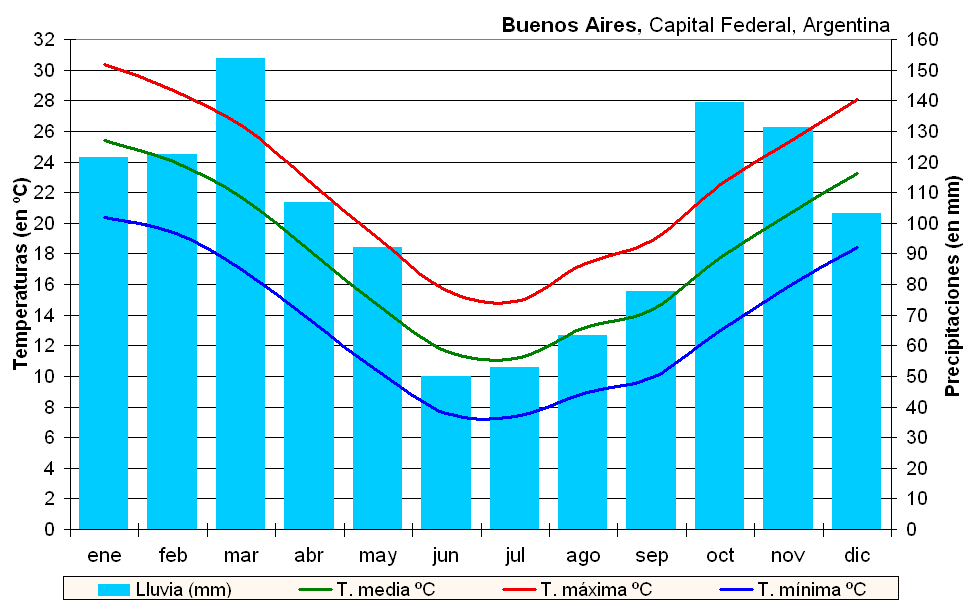
Climogramme de Buenos Aires

## Démographie
Depuis 1838, la population de la province a évolué comme suit :
|                          | 1838    | 1895      | 1914      | 1947       | 1960       | 1970       | 1980       | 1991       | 2001       | 2010       |
| ------------------------ | ------- | --------- | --------- | ---------- | ---------- | ---------- | ---------- | ---------- | ---------- | ---------- |
| Province de Buenos Aires | 150 000 | 921 168   | 2 066 948 | 4 273 874  | 6 766 108  | 8 774 529  | 10 865 408 | 12 594 974 | 13 827 203 | 15 594 428 |
| Capitale fédérale        |         | 663 854   | 1 575 814 | 2 981 043  | 2 966 634  | 2 972 453  | 2 922 829  | 2 965 403  | 2 776 138  | 2 891 082  |
| Total                    | 150 000 | 1 585 022 | 3 642 762 | 7 254 917  | 9 732 742  | 11 746 982 | 13 788 237 | 15 560 377 | 16 603 341 | 18 485 510 |
| Argentine                | 674 000 | 4 044 911 | 7 903 662 | 15 893 811 | 20 013 793 | 23 364 431 | 27 949 480 | 32 615 528 | 36 260 130 | 40 091 359 |
| Pourcentage              | 22,26   | 39,19     | 46,08     | 45,65      | 48,63      | 50,28      | 49,33      | 47,71      | 45,79      | 46,11      |

En 1838, il y avait 150 000 habitants qui peuplaient le territoire de la province, d'une superficie un peu plus vaste que celle de l'Italie. Ceci représentait déjà plus de 20 % de la population de l'Argentine. La croissance démographique a été nettement plus forte que celle de l'ensemble du pays jusqu'au début des années 1970, et ce jusqu'à représenter la moitié de celle-ci (y compris la population de la capitale fédérale). Plus récemment, on remarque que la population de la province ne progresse plus aussi rapidement et son poids relatif est même un peu retombé (46 % en 2010).
Les projections de population effectuées par l'INDEC prévoyaient une population se montant à 15 315 842 habitants en 2010 et à 15 940 645 en 2015, soit un accroissement de près de 125 000 personnes annuellement,.
Les résultats provisoires du recensement de 2010 affichent pour la province une hausse un peu plus forte que prévu, qui se monte à près de 13 % par rapport au recensement précédent effectué en 2001, contre 11 % prévus.
Cette croissance soutenue est liée à la persistance d'une certaine immigration et d'une natalité satisfaisante. Ceci laisse entrevoir la poursuite d'une croissance démographique régulière dans les prochaines décennies.

### Évolution prévue jusqu'en 2040
Les prévisions plus récentes de l'INDEC (à la suite du recensement de 2010) concernant les prochaines décennies prévoient pour 2040 une population provinciale de 20 503 653 habitants, pour une population totale du pays de 52.778.477 personnes la même année. L'INDEC prévoit donc un accroissement de la population provinciale de l'ordre de 33 % par rapport à 2010, soit un peu plus que l'accroissement total argentin qui serait de l'ordre de 31 % en trente ans.
Résumé de l'évolution du chiffre de la population, selon les prévisions de l'INDEC, concernant les prochaines décennies jusque 2040 :
|                          | 2001       | 2010       | 2020       | 2030       | 2040       |
| ------------------------ | ---------- | ---------- | ---------- | ---------- | ---------- |
| Province de Buenos Aires | 13.827.203 | 15.594.428 | 17.541.141 | 19.123.592 | 20.503.653 |
| Total Argentine          | 36.260.130 | 40.091.359 | 45.376.763 | 49.407.265 | 52.778.477 |

### Démographie du Grand Buenos Aires
Le Grand Buenos Aires comprend la ville de Buenos Aires proprement dite (capitale fédérale) ainsi que 24 partidos situés dans la Province de Buenos Aires (en fait 19 partidos jusqu'en 1991, devenus 24 à la suite du démembrement de cinq d'entre eux).

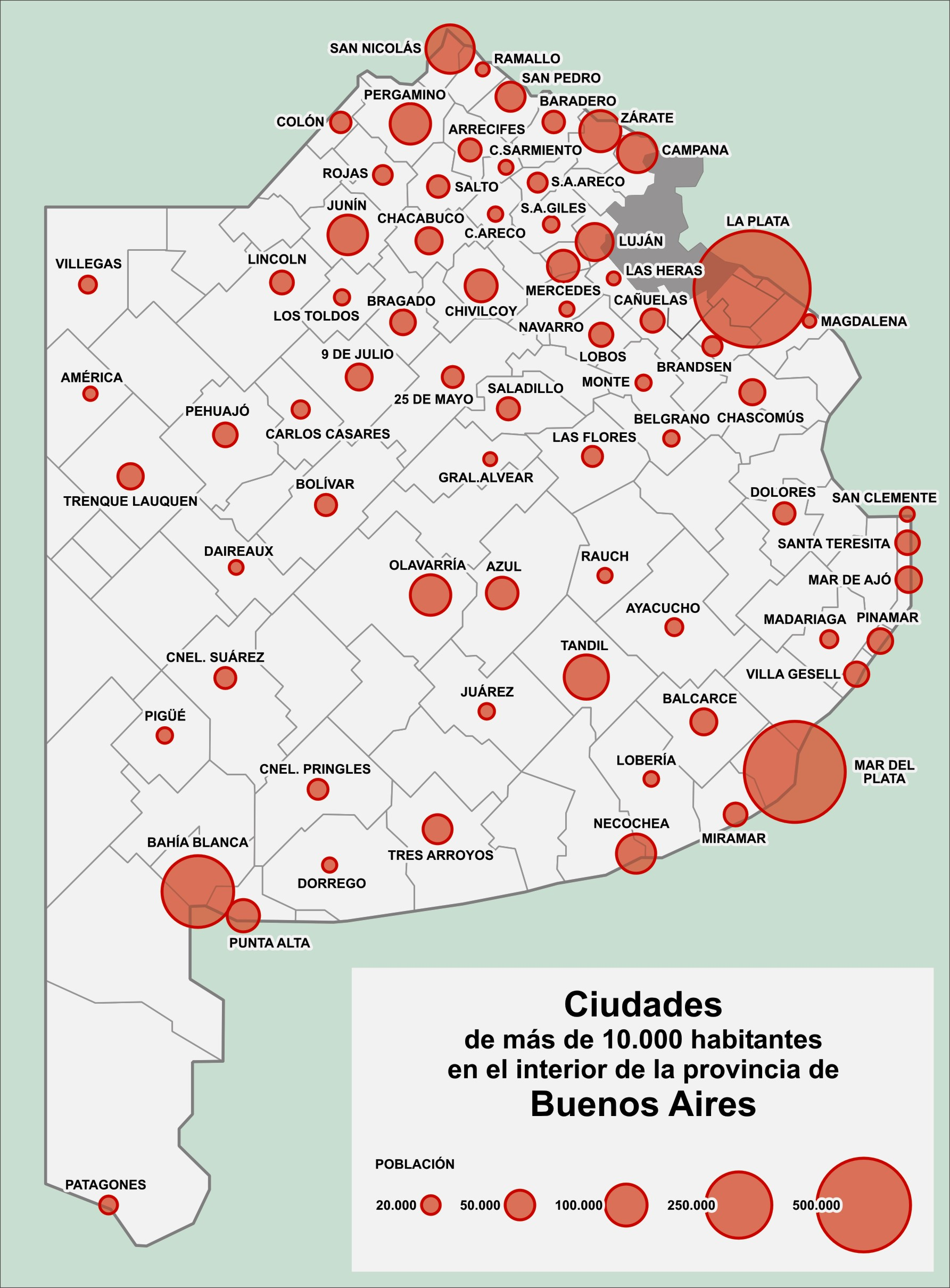
Villes de plus de 10000 habitants dans la province

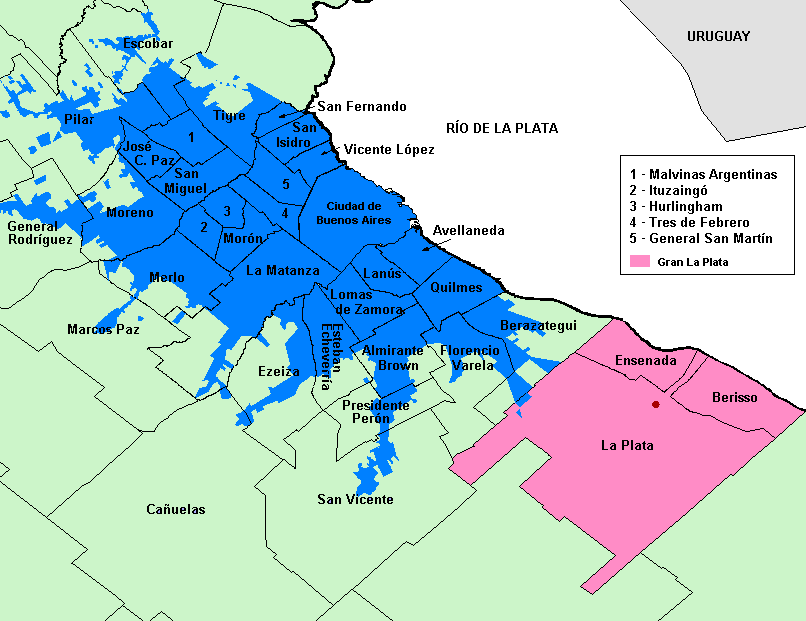
En bleu : lAglomerado Gran Buenos Aires.

|                          | 1895    | 1914      | 1947      | 1960      | 1970      | 1980      | 1991       | 2001       | 2010       |
| ------------------------ | ------- | --------- | --------- | --------- | --------- | --------- | ---------- | ---------- | ---------- |
| Capitale fédérale        | 663 854 | 1 575 814 | 2 981 043 | 2 966 634 | 2 972 453 | 2 922 829 | 2 965 403  | 2 776 138  | 2 891 082  |
| Les 24 partidos          | 117 763 | 458 217   | 1 741 338 | 3 772 411 | 5 380 158 | 6 843 201 | 7 969 324  | 8 694 437  | 9 910 282  |
| Total Grand Buenos Aires | 781 617 | 2 034 031 | 4 722 381 | 6 739 045 | 8 352 611 | 9 766 030 | 10 934 727 | 11 460 575 | 12 801 364 |

### Composition de la population
D'après le recensement d'octobre 2010, la population de la province de Buenos Aires se montait à 15 625 084 habitants.
Environ 96,4 % de la population de la province réside dans les villes (agglomérations de plus de 2 000 habitants). Le reste vit dans des localités de moins de 2 000 habitants, et sont ainsi considérés comme membres de la population rurale. Le nord-ouest, le nord et le centre-sud de la province de Buenos Aires affiche une croissance très faible de la population voire une croissance négative, tandis que l'aire du grand Buenos Aires et la région de la côte atlantique affiche des taux de croissance élevés
33,8 % des habitants de la province ne sont pas originaires de celle-ci. 3 918 552 sont des migrants internes, provenant d'autres provinces du pays, et 758 640 sont étrangers ou d'origine étrangère. Parmi ces derniers, 58 % proviennent de pays limitrophes de l'Argentine, principalement du Paraguay, de Bolivie et d'Uruguay,cependant que 42 % sont originaires de pays extralimitrophes, spécialement d'Italie et d'Espagne.
Comme on l'a affiché plus haut, et d'après les chiffres de l'INDEC, le taux de croissance annuel moyen de la province a été de 11,3 % entre 1991 et 2001, inférieur au taux national argentin de 12,5 ‰ durant la même période.
Des 15 625 084 habitants de la province en 2010, 15 190 440 vivaient dans des aires urbaines, soit 97,22 % du total, alors que dans les aires rurales ne vivaient que 434 644 habitants, soit 2,78 % du total.

### Agglomération du Grand Buenos Aires
L'Aglomerado Gran Buenos Aires définie selon des critères argentins et englobant totalement ou partiellement 40 partidos en plus de la ville de Buenos Aires elle-même, comptait en 2010 quelque 13 591 863 habitants (2 890 151 dans la ville autonome de Buenos Aires plus 10 701 712 dans la partie de l'aire urbaine située dans la province). En 2001 elle comptait 12 046 799 habitants (2 776 138 dans la ville autonome et 9 497 410 dans la partie de l'aire urbaine située dans la province). En 1991 la population de l'agglomération était de 11 297 987 habitants (2 965 403 dans la ville autonome et 8 332 584 dans la partie de l'aire urbaine située dans la province).
Ceci implique que l'accroissement fut de l'ordre de 11,7 % (4,1 % dans la ville autonome et 14,2 % dans le reste de l'aire urbaine). De ce fait en 2010 34,9 % du total de la population du pays vivait dans l'agglomération, soit un peu plus que les 33,2 % de 2001 et les 34,6 % de 1991
De ce fait, en 2010, l' Aglomerado Gran Buenos Aires ou Agglomération du Grand Buenos Aires constituait par son nombre d'habitants la plus grande concentration urbaine d'Argentine, la seconde d'Amérique du Sud (après São Paulo), la troisième d'Amérique latine (après Mexico, D.F. et São Paulo), la quatrième du continent américain (après Mexico, São Paulo et New York et la vingtième agglomération du monde.
|                                          | 1991       | 2001       | 2010       |
| ---------------------------------------- | ---------- | ---------- | ---------- |
| Buenos Aires et Province de Buenos Aires | 15 560 377 | 16 603 341 | 18 485 510 |
| Agglomération du Grand Buenos Aires      | 11 297 987 | 12 046 799 | 13 591 863 |
| Province hors Agglomération              | 4 262 390  | 4 556 542  | 4 893 647  |

## Flore
Dans la réserve naturelle del Pilar (es), dans la grande banlieue nord-ouest de Buenos Aires), le long des 6 kilomètres de rive du río Luján, on trouve le ceibo (Erythrina crista-galli), le saule de Humboldt (Salix humboldtiana), et l'aliso de río ou palo bobo(Tessaria integrifolia), c'est-à-dire une végétation typique du delta du Paraná, appartenant au district phytogéographique des forêts mixtes (es) de la province phytogéographique paranéenne (es). On peut y voir aussi le sarandí colorado (Cephalantus glabratus) devenu « monumento natural municipal ».
Dans les zones non affectées par l'inondation du río, on voit des bois composés de talas (Celtis ehrenbergiana), de clavel de aire (Tillandsia aeranthos (es)), d'épine de Jérusalem ou cina-cina (Parkinsonia aculeata), et d'espinillos (Acacia caven (es)).
Dans les aires ouvertes on observe une végétation de type pampéen, appartenant à la province phytogéographique pampéenne (es). Des espèces hydrophiles sont présentes dans les cours d'eau, les marais et les zones déprimées, tels le roseau (Schoenoplectus californicus), le (Polygonum punctatum) et le solanum à feuilles glauques (Solanum glaucophyllum), ainsi que le sarandí blanco (Phyllanthus sellowianus (es)).
Dans le sud de la province, dans le Parc provincial Ernesto Tornquist, situé dans les sierras de la Ventania, on peut voir le chañar (Geoffroea decorticans), le molle (Schinus molle), la brusquilla (Discaria americana) et le chilca (Eupatorium buniifolium). Dans cette région, il faut mentionner le pinito plateado (Plantago bismarckii) considéré comme "emblème du système de Ventania".

## Faune

### Mammifères

#### Mammifères marins
De nombreux mammifères marins se retrouvent sur les côtes de la province et dans les eaux littorales de la mer d'Argentine. On y trouve l'otarie à crinière ou lion marin (Otaria flavescens), l' otarie à fourrure australe (Arctocephalus australis), le dauphin obscur (Lagenorhynchus obscurus), le Dauphin de Peale (Lagenorhynchus australis), ainsi que le grand dauphin (Tursiops truncatus). On peut apercevoir plusieurs espèces de cétacés comme la baleine franche australe (Eubalaena australis), l'orque (Orcinus orca), la pseudorque (Pseudorca crassidens). Il faut aussi mentionner le dauphin de la Plata (Pontoporia blainvillei), très spécifique de la région de l'estuaire.

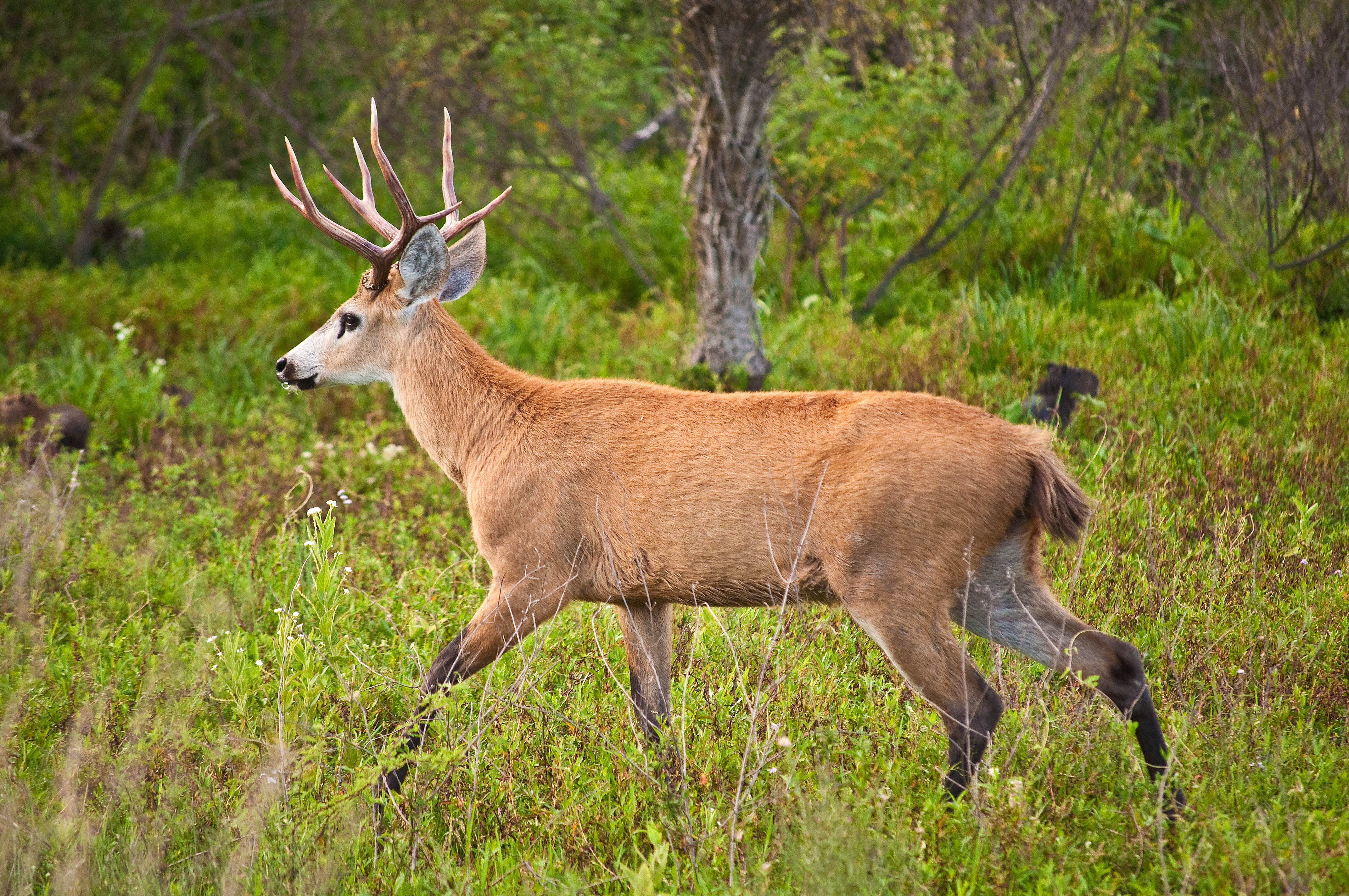
Le cerf des marais (Blastocerus dichotomus) est un cervidé habituellement solitaire.

#### Mammifères terrestres
Quant aux mammifères terrestres qui abondaient encore vers les années 1860-1870, les colonisateurs européens firent tout pour les exterminer. L'essentiel de la province ne fut conquis que très tardivement, mais en moins de deux générations, la plus grande partie de la faune terrestre fut exterminée, sauf les oiseaux qui pouvaient s'échapper grâce à leurs ailes. Dans la réserve de biosphère Delta del Río Paraná (es) on peut trouver un autre rescapé du massacre, le cerf des marais (Blastocerus dichotomus).
Le parc national Campos del Tuyú créé tardivement en 2009 sur la baie de Samborombón abrite heureusement aujourd'hui quelques cerfs des pampas (Ozotoceros bezoarticus). Dans la Reserva natural del Pilar (dans la grande banlieue nord-ouest de Buenos Aires), on trouve 15 espèces de mammifères autochtones dont la loutre à longue queue (Lontra longicaudis) espèce rare dans la province. On y trouve par ailleurs pas moins de 226 espèces d'oiseaux, ce qui témoigne de l'énorme vitalité de la faune à peu de distance d'une toute grande métropole.
On trouve encore dans la zone pampéenne de la province le renard d'Aszara (Lycalopex gymnocercus), le renard gris d'Argentine), le chat des pampas, le cobaye sauvage ou cui (cavia aperea) ainsi que le ragondin (Myocastor coypus).
Dans la Reserva dunícola Faro Querandí (es) située sur la côte à 390 km au sud-est de Buenos Aires, on trouve encore quelques mammifères autochtones rescapés du grand massacre des deux derniers siècles, tels le capybara (Hydrochoerus hydrochaeris), le renard gris ou pampéen (Lycalopex gymnocercus), le chat de Geoffroy (Leopardus geoffroyi), la moufette de Gibson (Conepatus chinga), le ragondin ou coipo (Myocastor coypus), le cobaye sauvage (Cavia aperea pamparum), le tuco-tuco (Ctenomys talarum), la vizcache des plaines (Lagostomus maximus), le petit grison (Galictis cuja) devenu rare dans la province, le grand tatou velu (Chaetophractus villosus), le tatou hybride (Dasypus hybridus), l'opossum à oreilles blanches (Didelphis albiventris).
Au sud-ouest de la province dans les Sierras de Ventania où se trouve le parque provincial Ernesto Tornquist, la faune autochtone est encore assez abondante et inclut le guanaco sauvage (Lama guanicoe) (seul endroit de toute la province où on le trouve encore), le renard d'Aszara (Pseudalopex gymnocercus), la moufette de Patagonie (Conepatus humboldtii), le grand tatou velu (Chaetophractus villosus), le tatou à neuf bandes ou tatou commun (Dasypus novemcinctus) et la viscache des plaines (Lagostomus maximus). Dans la région sèche patagonique de la province, on peut encore voir le jaguarondi ou eyra (Puma yagouaroundi).

### Oiseaux
Dans le site Ramsar de la Baie de Samborombón, et notamment du Parque Costero del Sur, les espèces les plus notoires sont : le bécasseau à croupion blanc (Calidris fuscicollis), la barge hudsonienne (Limosa haemastica), le bécasseau maubèche (Calidris canutus), le pluvier bronzé (Pluvialis dominica), le vanneau téro (Vanellus chilensis), l'espèce menacée marouette maillée (Porzana spiloptera), le râle étoilé (Coturnicops notatus).
On peut voir aussi des nandous d'Amérique (Rhea americana) à l'état sauvage (bien que largement décimés ces derniers 150 ans), le conure de Patagonie (Cyanoliseus patagonus), le fournier roux (Furnarius rufus), le kamichi à collier (Chauna torquata), le chardonneret élégant (Carduelis carduelis), le tyran quiquivi (Pitangus sulphuratus),le cormoran vigua (Phalacrocorax brasilianus), le caracara chimango (Milvago chimango), le caracara huppé (Caracara plancus), le moqueur plombé (Mimus saturninus), le chardonneret de Magellan (Spinus magellanicus), le pigeon ramier (Columba palumbus) et le faucon pèlerin (Falco peregrinus). On peut y voir aussi le faucon aplomado (Falco femoralis), le héron flûte-du-soleil (Syrigma sibilatrix), la chevêche des terriers (Speotyto cunicularia), l'hirondelle fardée (Alopochelidon fucata), le pipit à plastron (Anthus furcatus), l'embernagre à cinq couleurs (Embernagra platensis), le flamant du Chili (Phoenicopterus chilensis), le bécasseau roussâtre (Tryngites subruficollis), le goéland d'Olrog (Larus atlanticus), le synallaxe des marais (Spartonoica maluroides), le synallaxe de Hudson (Asthenes hudsoni).
Toujours dans la zone longeant la Baie de Samborombón, laquelle s'étend sur une longueur de plus de 150 km , on peut observer le bécasseau roussâtre (Tryngites subruficollis), le pluvier argenté (Pluvialis squatarola), le pluvier bronzé ou localement chorlo pampa (Pluvialis dominica), la barge hudsonienne (Limosa haemastica), le bécasseau à croupion blanc (Calidris fuscicollis), le pluvier des Falkland (Charadrius falklandicus), le synallaxe des marais (Spartonoica maluroides),le synallaxe de Hudson (Asthenes hudsoni),le pipit à plastron (Anthus furcatus).
Également, le flamant des Andes (Phoenicopterus andinus), la marouette maillée (Porzana spiloptera), le bécasseau roussâtre (Tryngites subruficollis), le petit Chevalier (Tringa flavipes), le bécasseau maubèche (Calidris canutus), le bec-en-ciseaux noir (Rynchops niger) et l'Échasse à queue noire (Himantopus melanurus).

#### Avifaune des sierras du sud
Dans les sierras du sud de la province, on peut observer le tinamou de Darwin (Nothura darwinii), l'ouette de Magellan (Chloephaga picta), la géositte mineuse (Geositta cunicularia), le pépoaza à ventre rougeâtre (Neoxolmis rufiventris), le dormilon bistré (Muscisaxicola maclovianus), le sicale de Patagonie (Sicalis lebruni), le sicale des savanes (Sicalis luteola), la buse aguia (Geranoaetus melanoleucus), le conure de Patagonie (Cyanoliseus patagonus), l'upucerthie des buissons (Upucerthia dumetaria), le synallaxe de la Plata (Leptasthenura platensis), le cacholote à gorge blanche (Pseudoseisura gutturalis), le faucon aplomado (Falco femoralis), le (Speotyto cunicularia), la chevêche des terriers (Polystictus pectoralis), le pipit à plastron (Anthus furcatus), le synallaxe de Hudson (Asthenes hudsoni), le pépoaza traquet (Xolmis rubetra), le chipiu cannelle (Poospiza ornata).
Toujours dans le sud de la province, dans le Parc provincial Ernesto Tornquist, situé dans les sierras de la Ventania, on a enregistré 125 espèces d'oiseaux résidentes plus 84 espèces rares ou occasionnelles. On peut y observer le bruant des savanes (Ammodramus humeralis), le troglodyte à bec court (Cistothorus platensis) le pipit correndera (Anthus correndera), le nandou (Rhea americana), la sturnelle des pampas (Sturnella defilippii), le synallaxe des rocailles (Asthenes modesta), le gaucho serrano (Agriornis montanus), la cataménie maculée (Catamenia analis), le sicale de Patagonie (Sicalis lebruni), l'ada clignot Hymenops perspicillatus, le sicale des savanes (Sicalis luteola), l'embernagre à cinq couleurs (Embernagra platensis), le carouge dragon Pseudoleistes virescens, le tinamou tacheté Nothura maculosa, le bruant chingolo (Zonotrichia capensis), le vacher luisant (Molothrus bonariensis), la sturnelle australe (Sturnella loyca).

### Reptiles
Le Caïman yacaré ou jacara ou encore yacaré negro, un alligatoridé, longtemps chassé pour sa peau, n'a pas été exterminé. On en trouve jusqu'au sud de la pampa argentine. Parmi les ophidiens, le Bothrops ammodytoides ou Yarará ñata, ainsi que le Bothrops alternatus ou Víbora de la Cruz sont présents. Aucun des deux n'est très agressif. Ils n'attaquent que s'ils se sentent en danger.

### Amphibiens
La province héberge de nombreux amphibiens, surtout grâce à ses multiples lagunes et zones humides. Citons la grenouille Physalaemus biligonigerus, plusieurs espèces de Leptodactylus (Leptodactylus latrans, Leptodactylus gracilis, Leptodactylus mystacinus, Leptodactylus latinasus), ainsi que la grenouille cornue d'Argentine ou grenouille cornue ornée (Ceratophrys ornata), et aussi les crapauds Rhinella arenarum, Rhinella dorbignyi et Rhinella fernandezae.

### Poissons

#### Poissons de mer
Il y a plusieurs espèces de requins dans les eaux de la mer d'Argentine bordant la province (à noter qu'ils n'attaquent pas l'homme dans les eaux argentines) : le gatuzo (Mustelus schmitti), le requin nez noir (Carcharhinus acronotus), le requin-hâ ou milandre (Galeorhinus galeus), le plus pêché et consommé pour l'excellence de sa chair), le requin Plat-nez (Notorynchus cepedianus), le requin-taureau (Odontaspis taurus), le requin longimane (Carcharhinus longimanus) et le requin gatuzo (Mustelus schmitti).
Mais il y a bien d'autres poissons dans la mer d'Argentine, au large des côtes de la province. On y trouve l'abadèche rose (Genypterus blacodes), le tassergal (Pomatomus saltatrix), l'anchois argentin (Engraulis anchoita), le pagre commun ou pagre rouge (Pagrus pagrus ou Spagus pagrus), le more têtard (Salilota australis), le grenadier gros yeux (Macrourus carinatus), le grenadier fouet (Coelorhynchus fasciatus), la légine antarctique (Dissostichus mawsoni), la brótola ou phycis brésilien (Urophycis brasiliensis), le maquereau blanc (Scomber japonicus), le grand tambour ou courbine noir (Pogonias cromis), le tambour rayé ou huaquil (Micropogonias furnieri), la perche à demi bandes (Pseudopercis semifasciata), le lacha (menhaden d'Argentine ou Brevoortia pectinata).

#### Poissons de rivière
Parmi les nombreux poissons d'eau douce que l'on trouve dans la province et surtout dans le rio Paraná, il faut citer : le poisson-éléphant (Gnathonemus petersii), la très agressive tararira (Hoplias malabaricus) qui parvient à atteindre des dimensions impressionnantes, l'armado (Pterodoras granulosus), le bagre amarillo (Pimelodus maculatus), le bagre blanco (Pimelodus albicans), le boga ou bogón (Leporinus obtusidens), le bonito (Sarda sarda), la caballa (Scomber japonicus), la corvina negra (Pogonias cromis), la corvina rubia (Microgonias furnieri), l'anguille picuda (Rhamphichthys rostratus), le dorado ou pirayú (Salminus maxillosus), le falso salmón ou faux saumon, qui n'a rien à voir avec le saumon) (Pseudopercis semifasciata), le lenguado (Catachyridium jenynsi), la lisa (Mugil platanus), le pejerrey ou matungo (0dontesthes bonariensis), la raie de rivière (Potamotrygon motoro), et bien d'autres.

## Aires protégées
- Le site Ramsar de la baie de Samborombón
- La Réserve de la Biosphère Laguna de Mar Chiquita
- La Réserve de la Biosphère Parque Costero del Sur
- Parc naturel Laguna de Gómez
- Parque Atlántico Mar Chiquita
- (es) Parc national Campos del Tuyú, seul parc national de la province, créé en 2009.
- (es) Réserve naturelle del Pilar, dans la grande banlieue nord-ouest de Buenos Aires), avec pas moins de 226 espèces d'oiseaux.
- (es) Parc historique naturel Vuelta de Obligado
- (es) Réserve de biosphère Delta del Río Paraná
- (es) Reserva de lobos marinos del puerto de Mar del Plata (Otaries à crinière)
- (es) le parc provincial Ernesto Tornquist, situé au sud-ouest de la province dans la pampa sèche, à quelque 80 kilomètres au nord de Bahía Blanca
- (es) Reserva dunícola Faro Querandí
- (es) Réserve écologique de Vicente López
- (es) Parc naturel municipal Ribera Norte
- (es) Réserve municipale Ramallo
- (es) Réserve naturelle Bahía San Blas (sur la côte, à l'extrême sud-ouest de la province, déjà région patagonique)
- (es) Réserve naturelle integrale Punta Lara
- (es) Réserve naturelle Pehuen Có-Monte Hermoso qui est une réserve géologique, paléontologique et archéologique.
- (es) Réserve naturelle Puerto Mar del Plata
- (es) Réserve naturelle Sierra del Tigre
- (es) Reserva Natural Bahía Blanca, Bahía Falsa y Bahía Verde[33].

## Économie

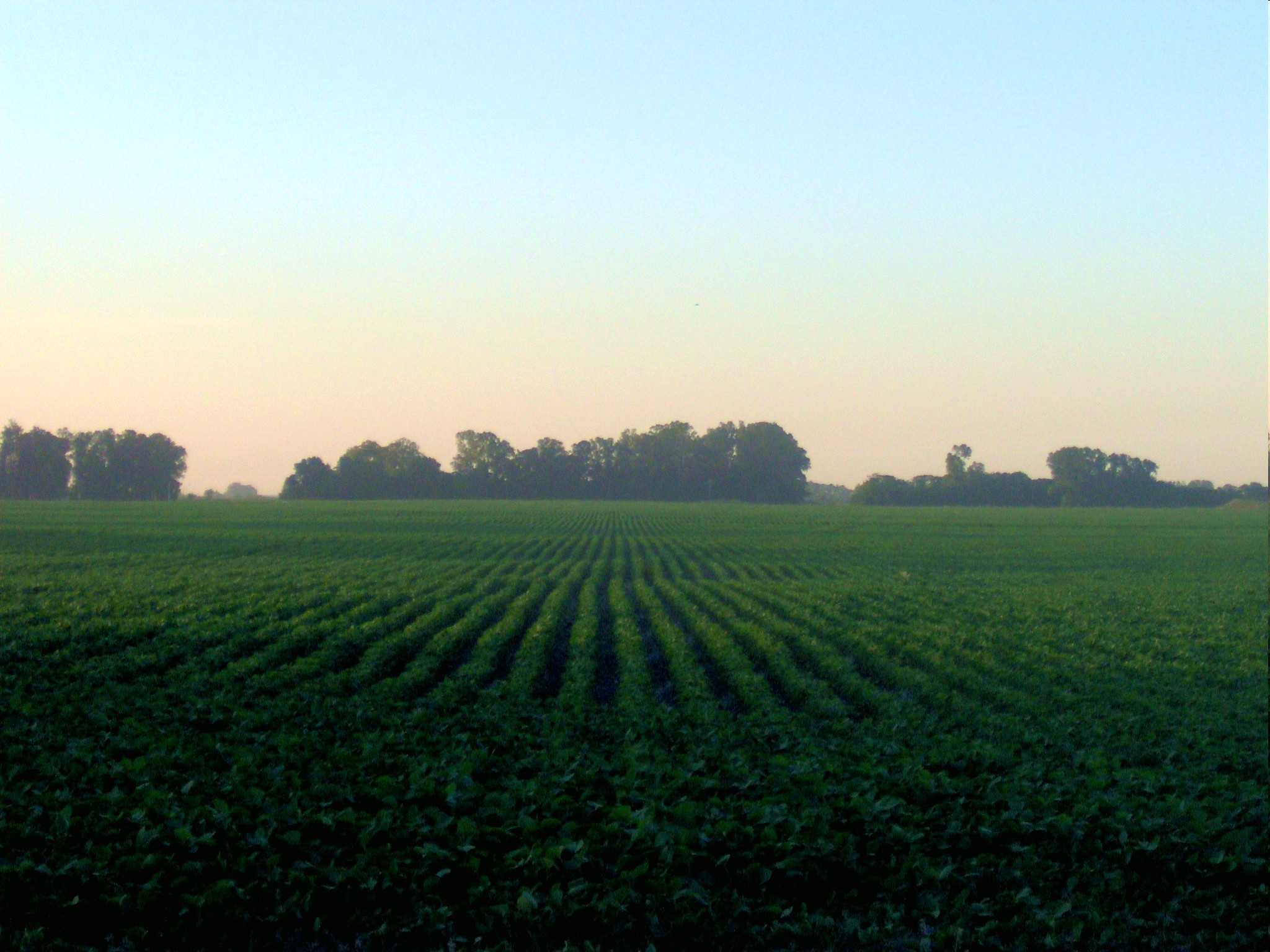
Champ de soja en province de Buenos Aires

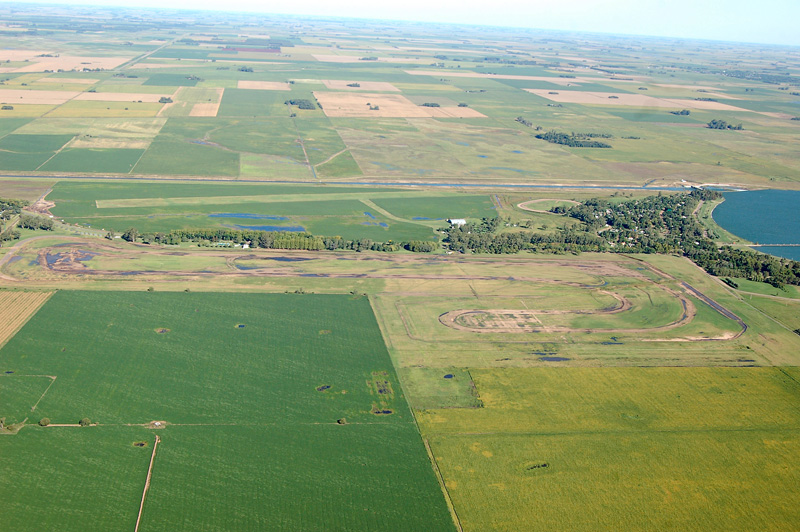
La région pampéenne est une des plus fertiles de la Terre

Les champs sont utilisés pour l'agriculture et l'élevage. Les productions les plus importantes du côté de l'agriculture sont le blé, le maïs, le tournesol et le soja, tandis que l'élevage se spécialise dans le secteur bovin. Traditionnellement, l'élevage occupait bien plus d'espace que l'agriculture dans la province. Cependant, cette situation s'est équilibrée depuis les années 1990, avec l'extension de nouvelles cultures, spécialement le soja, et de nouvelles techniques agricoles comme le labourage zéro ou semaille directe. Hormis les cultures de céréales, on cultive aussi des fruits et des légumes, ces derniers se concentrant dans la zone entourant la vaste agglomération de Buenos Aires.
À Médanos, à 39° de latitude sud et à 40 km de Bahía Blanca, on produit de vins de haute qualité, cette région se situant loin à l'est des régions vitivinicoles traditionnelles situées au pied des Andes. On y produit du malbec, du cabernet sauvignon, du tannat, du chardonnay et du sauvignon blanc.
Dès après la crise de 1930, le développement industriel s'intensifia. La province fut la principale bénéficiaire de l'implantation des nouveaux établissements industriels. À partir de 1960, Avellaneda, La Matanza, La Plata et ses environs, Mar del Plata, Bahía Blanca (où se trouve le plus grand pôle pétrochimique du pays), San Nicolás de los Arroyos et l'agglomération Zárate - Campana (toutes deux spécialisées dans la sidérurgie) s'industrialisèrent rapidement. A Mar del Plata ainsi qu'à Necochea se développèrent une importante flotte et l'industrie pêchière.
La province a le plus grand nombre d'établissements industriels du pays.
Le PBI de la province était de 570,56 milliards de dollars en 2017, soit 67,5 % du PBI de l'Argentine. La croissance ces dernières années est de 12,3 % supérieure à la moyenne du pays.
Une autre importante source de revenus est constituée par le tourisme, la province comptant de nombreux partidos situés sur l'océan avec de vastes zones de plages. Mar del Plata est la ville touristique la plus importante. L'activité touristique augmenta à la suite de la crise argentine de l'an 2001, car pour les classes aisées, il était moins attractif de passer ses vacances à l'étranger à la suite de la hausse du cours du dollar américain et des autres devises.

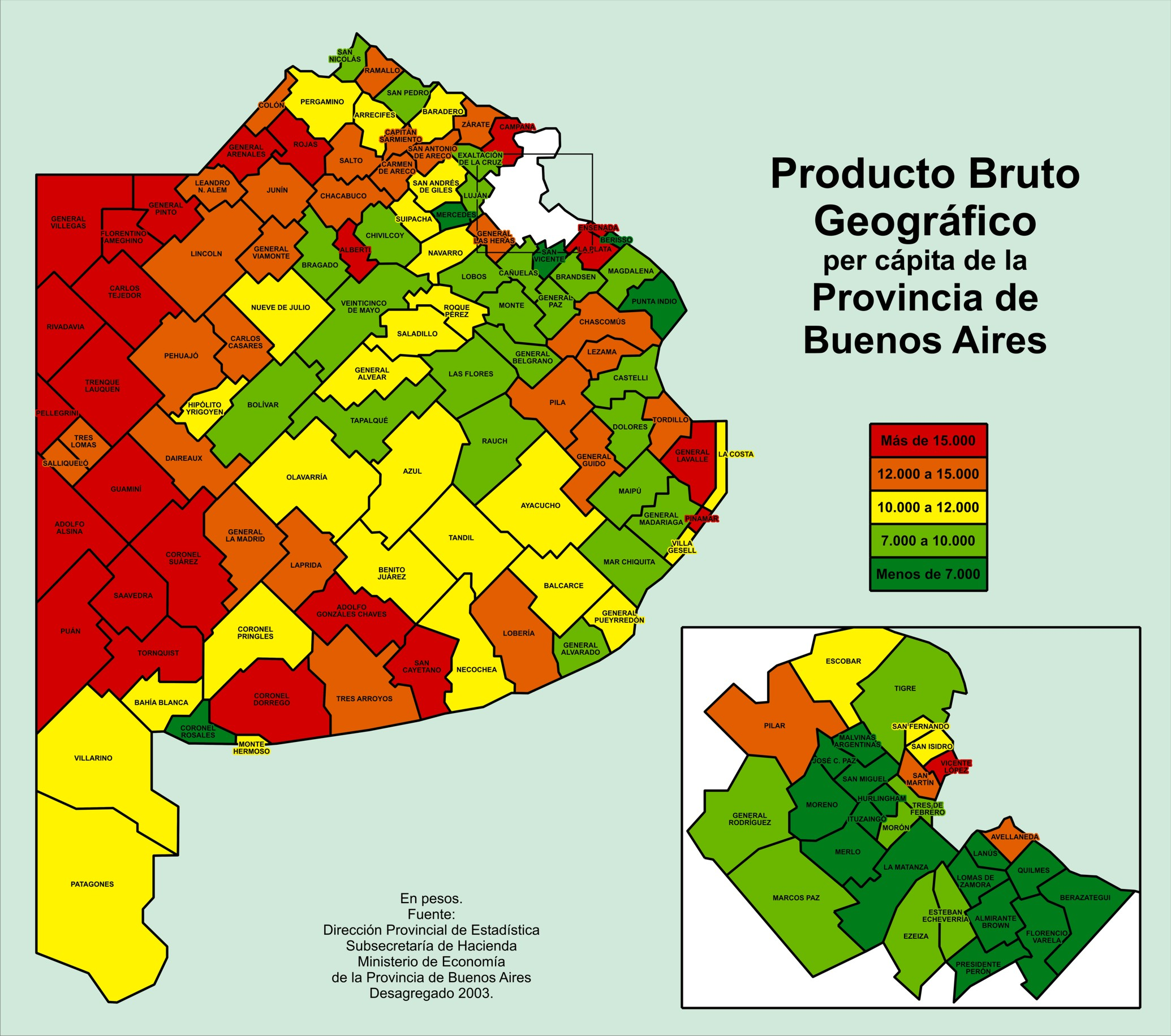
Produit Brut Géographique per capita.
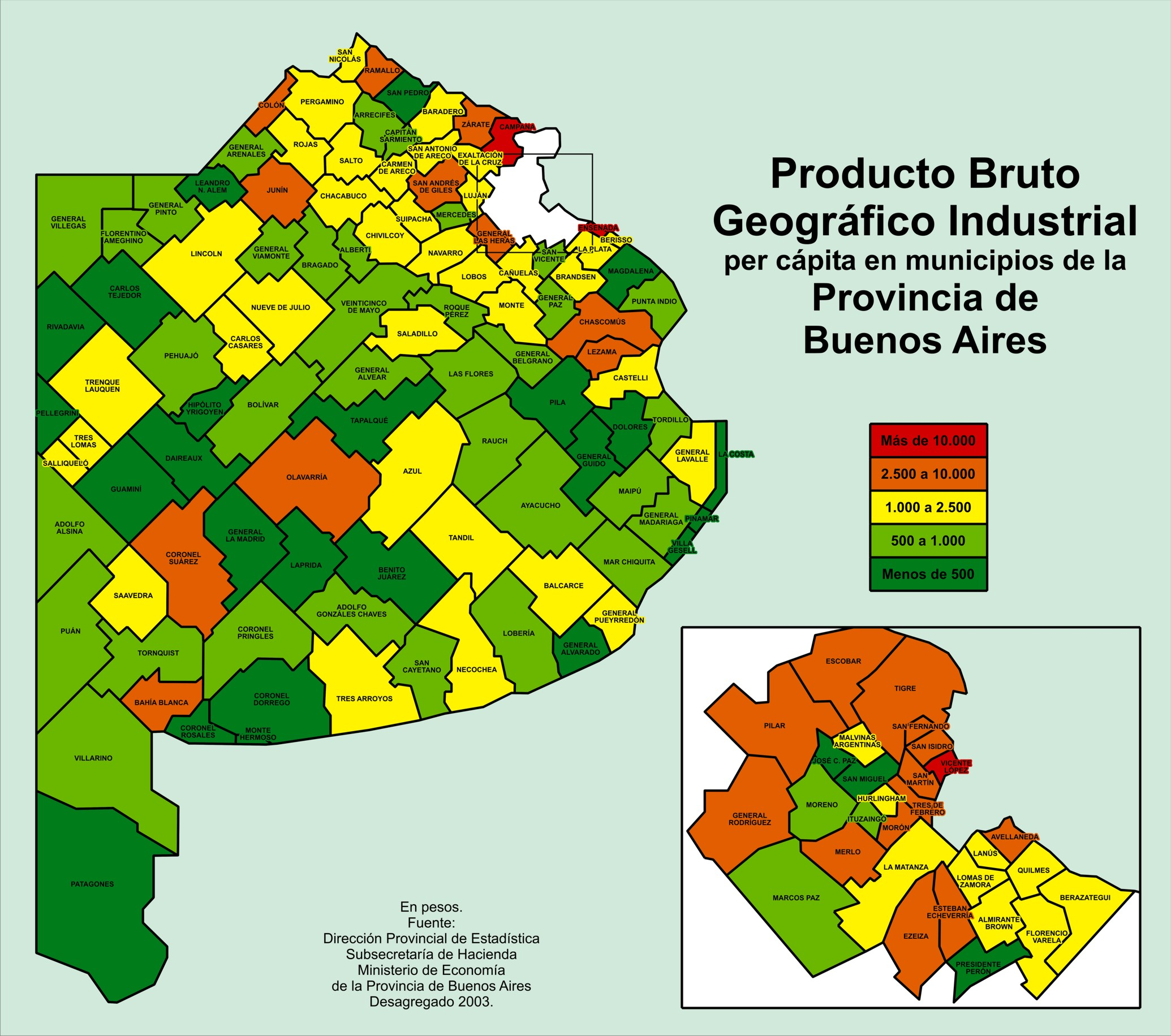
Produit Brut Géographique industriel per capita.
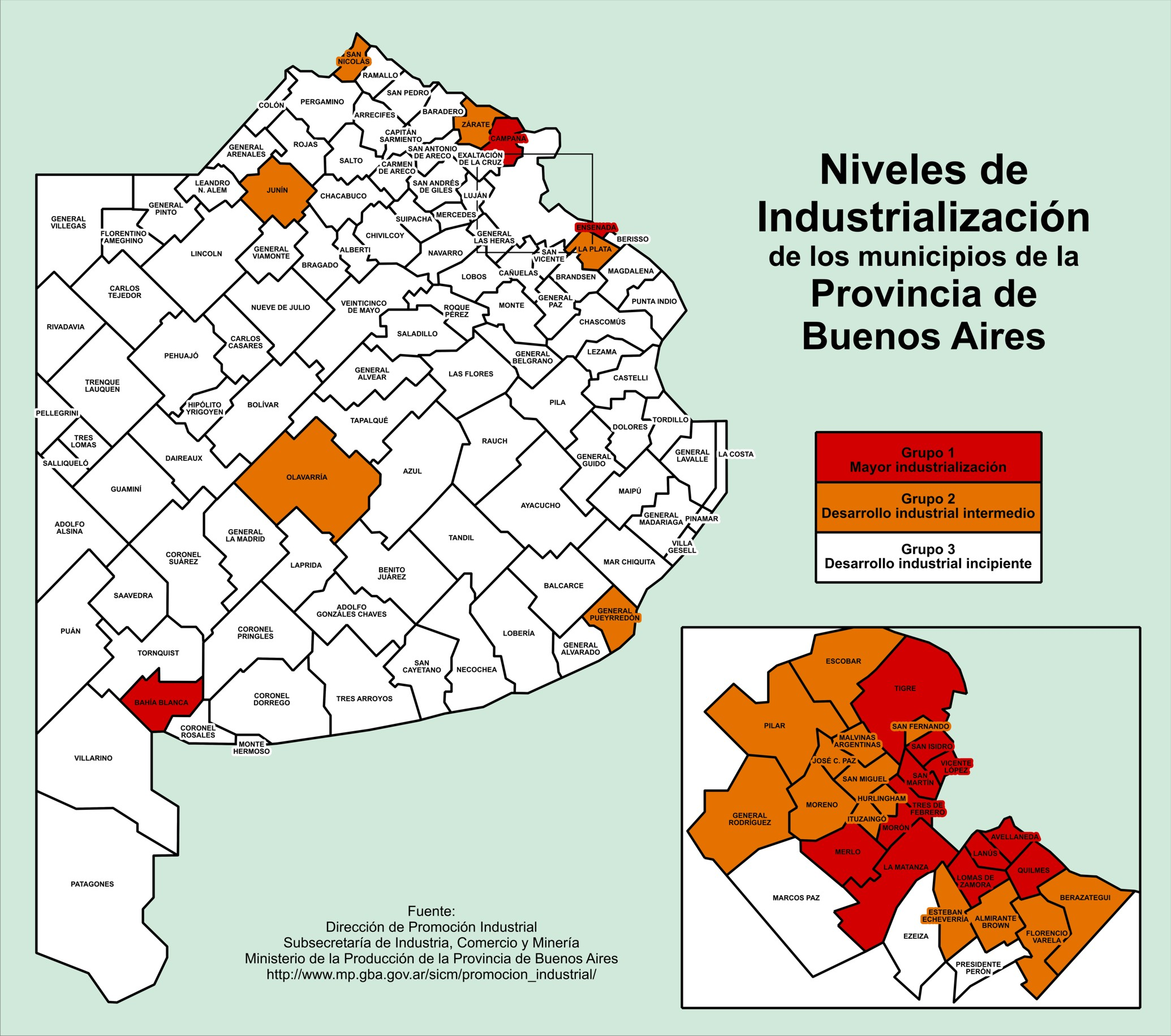
Niveaux d'industrialisation des partidos.

## Enseignement

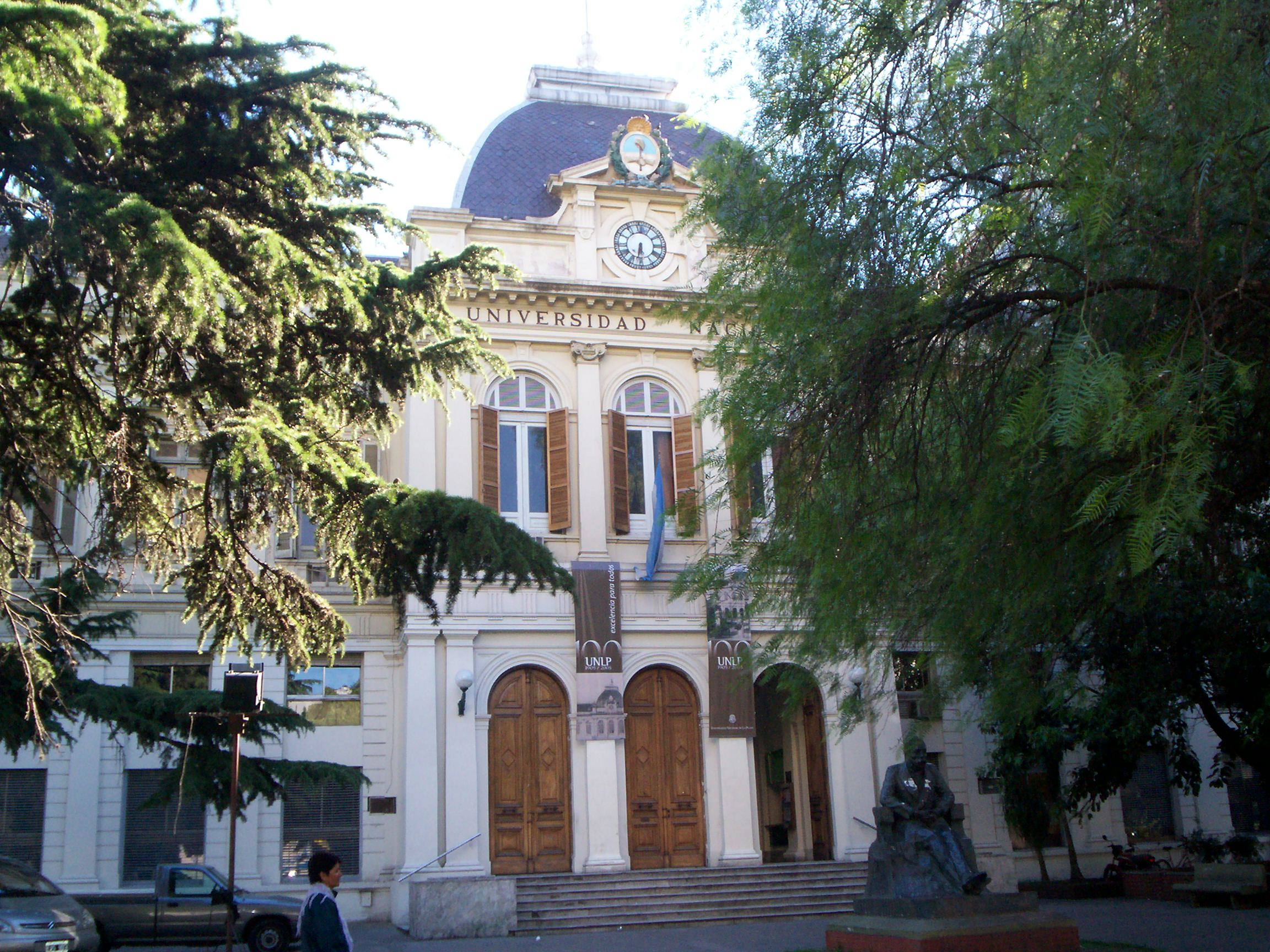
Rectorat de l'Université nationale de La Plata (UNLP).

Il y a de nombreuses universités dans la province. Parmi les universités publiques (gratuites), dont :
- L'Université nationale de La Plata (ou UNLP). En 2013, elle avait 17 facultés, 10.900 enseignants et plus de 120.000 étudiants[36].
- L'Université nationale de San Martín
- L'Université nationale de General Sarmiento (ou UNGS) créée en 1993.
- L'Universidad Nacional de José Clemente Paz à José Clemente Paz dans la banlieue de la capitale argentine.
- L'Universidad Nacional de La Matanza, également dans la banlieue de Buenos Aires, est la seconde en taille de la province avec quelque 50.000 étudiants. De plus, c'est la première université de la grande agglomération à posséder une faculté de Médecine, créée en 2011.
- L'Universidad Nacional de Lanús (UNLa)
- L'Universidad Nacional de Lomas de Zamora
- L'Universidad Nacional de Luján
- L'Universidad Nacional de Mar del Plata (UNMDP)
- L'Universidad Tecnológica Nacional (UTN), répartie en 34 entités sur le territoire du pays, dont la Facultad Regional Haedo à Haedo, dans l'agglomération de Buenos Aires.
- L' Univeridad nacional de hurlimgham

## Tourisme et curiosités

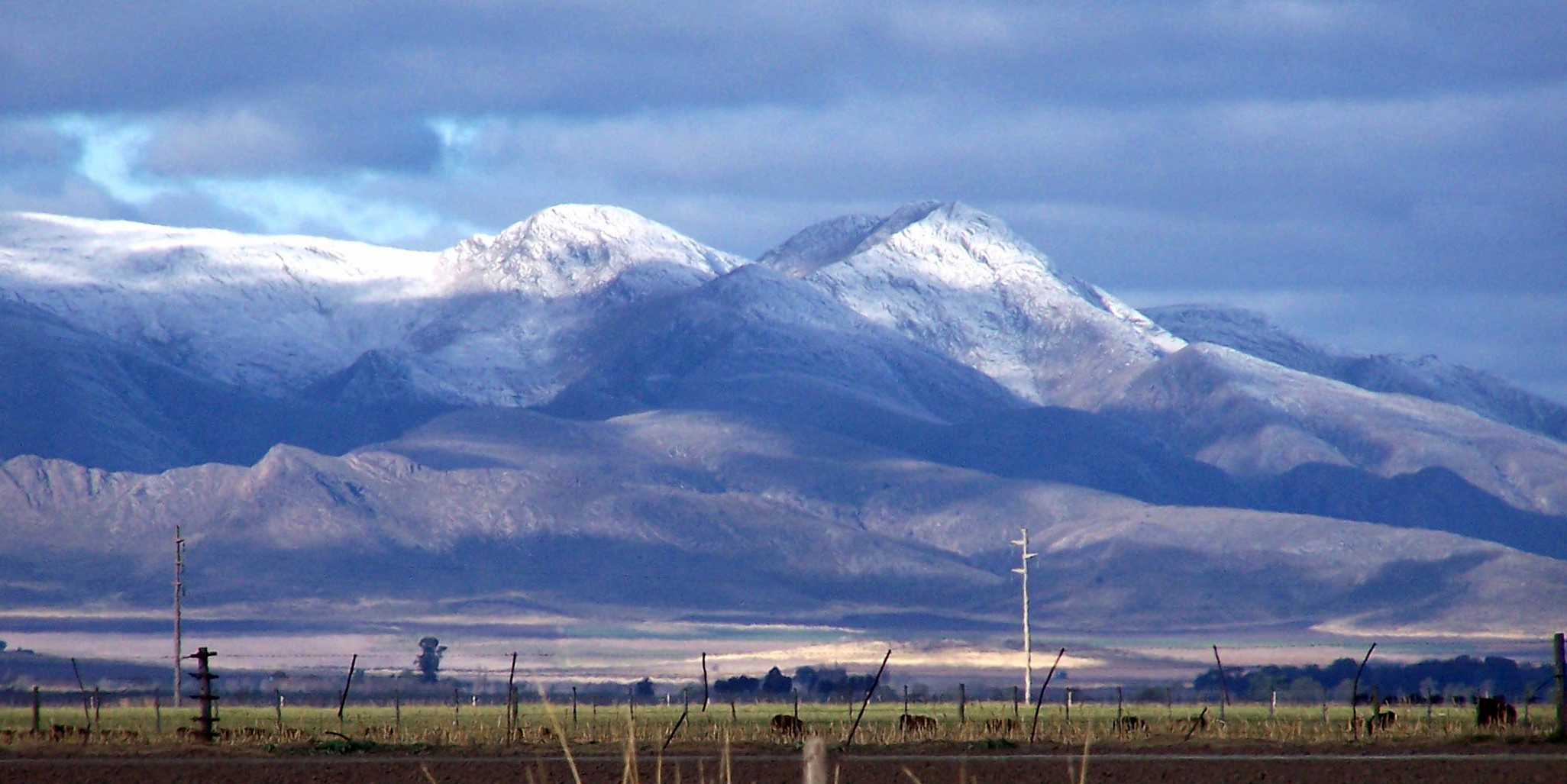
Sierra de la Ventana enneigée (sud-ouest de la province). On est loin de l'image de la pampa bien plane...

Beaucoup d'étrangers peu informés conçoivent la province comme une vaste plaine, sans arbres, sans élévations aucune, en bref morne et monotone. En vérité, il n'en est rien. Il est vrai qu'une partie de la région (la pampa deprimada par exemple) est extrêmement plane. Cependant le territoire de la province est constellé de paysages superbes, avec des lacs et d'innombrables lagunes, où la vie fourmille et particulièrement les très nombreux oiseaux. Une partie de la province est couverte par delta du Río Paraná, riche réservoir de vie aquatique tant végétale qu'animale. Elle recèle en outre un joyau, son vaste littoral, avenant et plein de curiosités à visiter.
Il y a aussi des chaines de montagnes, de faible altitude il est vrai, mais couvertes de forêts et de bois et où naissent des cours d'eau limpides entrecoupés de superbes cascades. Tout cela fait que la province et surtout ses régions littorales sont très prisées par des millions de touristes, tant étrangers que nationaux.
Il y a aussi des sierras ou massifs montagneux, le sous-sol de la province faisant en fait partie du très vieux socle brésilien, partie de l'antique Gondwana fractionné il y a quelque cent soixante millions d'années.
- Sierra de la Ventana
- Sierra de Tandil

### Tourisme écologique

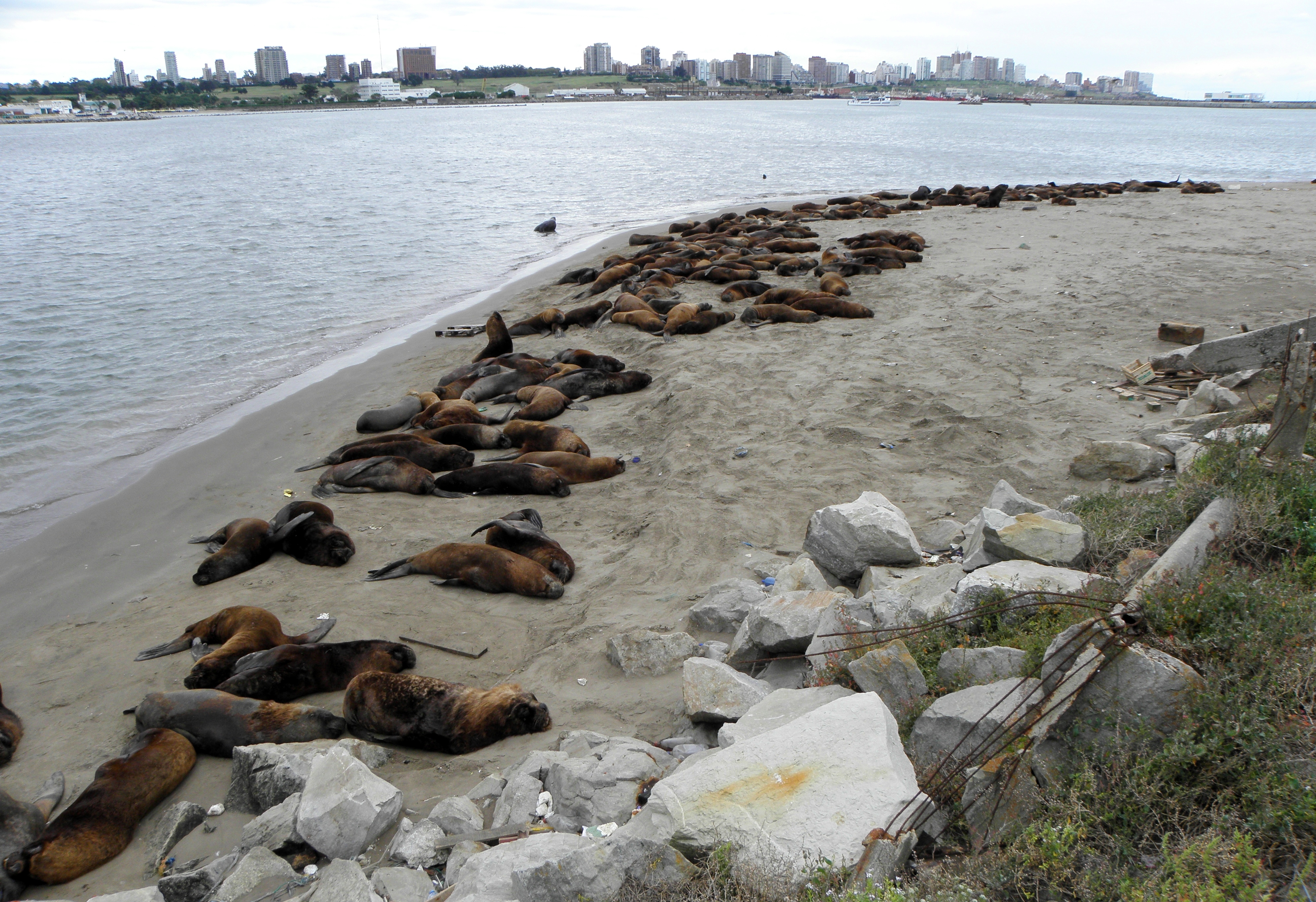
Vue de la Réserve d'otaries à crinière proche du port de Mar del Plata.

La province compte de nombreuses zones protégées dignes d'être visitées. Notamment :
- le site Ramsar de la baie de Samborombón ;
- la Réserve de la Biosphère Laguna de Mar Chiquita ;
- la Réserve de la Biosphère Parque Costero del Sur ;
- la Réserve naturelle del Pilar, dans la grande banlieue nord-ouest de Buenos Aires, à 10 km du centre-ville ;
- la Réserve d'otaries à crinière (lobos marinos) de Mar del Plata.

### Tourisme culturel
Conquise très tardivement par les Européens (fin du XIXe siècle) et peuplée avant tout par des immigrants catholiques arrivant en grand nombre, la nécessité socio-politique et religieuse imposa la construction de grands sanctuaires. Ceux-ci furent construits d'après des plans souvent grandioses, presque tous en style néogothique, comme en Europe occidentale à l'époque. Certains sont superbes et ne manquent pas de majesté.
Quelques monuments religieux :
- la basilique de Luján ;
- la cathédrale de La Plata ;
- la cathédrale Notre-Dame de Mercedes ;
- la cathédrale Saint-Isidore-le-Laboureur de San Isidro.

### Plages et stations balnéaires

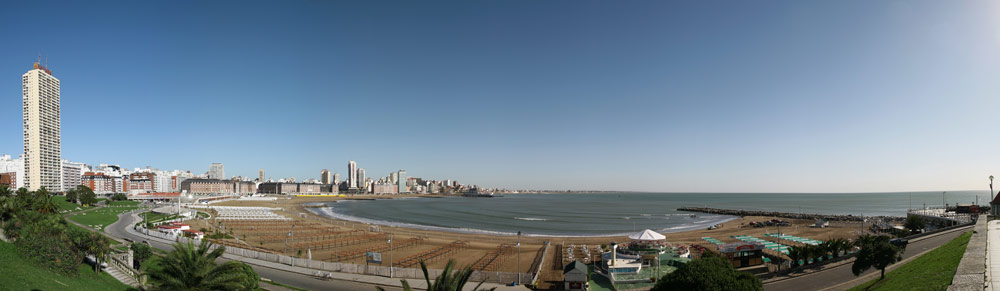
Vue panoramique de la plage « Bristol » à Mar del Plata.

Parcours de la Ruta provincial interbalnearia 11 en province de Buenos aires.

La province compte aussi une énorme variété de plages et stations balnéaires de renom.
La ville de Mar del Plata, aussi nommée « perle de l'Atlantique » ou encore « Biarritz argentine » est la plus connue.
Elle se trouve au centre d'un « corridor touristique côtier », comprenant d'autres centres balnéaires et plages. Celles-ci sont du nord au sud :
- San Clemente del Tuyú (es),
- Las Toninas,
- Santa Teresita (en),
- Mar del Tuyú,
- Costa del Este,
- Aguas Verdes,
- Lucila del Mar,
- San Bernardo del Tuyú (es),
- Mar de Ajó (es),
- Pinamar,
- Ostende,
- Cariló,
- Valeria del Mar,
- Villa Gesell (es),
- Mar Chiquita,
- Santa Clara del Mar,
- Mar del Plata,
- Los Acantilados,
- plage et station Chapadmalal,
- Miramar,
- Quequén,
- Necochea.